# Rokitnik zwyczajny
Rokitnik zwyczajny, rokitnik pospolity (Hippophae rhamnoides L.) – gatunek rośliny z rodziny oliwnikowatych (Elaeagnaceae). Występuje w Europie i Azji. Jest światłolubnym gatunkiem pionierskim rosnącym na górskich stokach, w dolinach rzek i wzdłuż wybrzeży morskich. W Polsce naturalne jego stanowiska znajdują się tylko na wybrzeżu Bałtyku. Gatunek często jest uprawiany jako roślina ozdobna, rośnie też jego popularność jako rośliny sadowniczej. Ze względu na małe wymagania i tworzenie odrostów korzeniowych obsadzane są nim skarpy, hałdy i wydmy w celu ich umocnienia i ochrony przed erozją. Owoce i przetwory z nich, z powodu znacznego udziału substancji biologicznie aktywnych, uznawane są za żywność funkcjonalną, są też one i inne części tych roślin używane jako lecznicze i do wyrobu kosmetyków. Gatunek odgrywa istotną rolę biocenotyczną – związane są z nim liczne grzyby, bezkręgowce; stanowi miejsce lęgów, odpoczynku i żerowania wielu ptaków. Jego siedliska na wybrzeżach w Unii Europejskiej wymagają ochrony w sieci Natura 2000. W Polsce na stanowiskach naturalnych rokitnik objęty jest także ochroną gatunkową.

## Rozmieszczenie geograficzne
Gatunek występuje w Europie i Azji. W Europie zachodniej i północnej związany jest z brzegami morskimi. Rośnie na wybrzeżach atlantyckich i Morza Północnego na Wyspach Brytyjskich od północnej Francji, poprzez Belgię, Niemcy, Danię po Norwegię. Na północy dociera niemal do 68 stopnia szerokości geograficznej. Nad Bałtykiem rośnie wzdłuż południowych jego brzegów po Królewiec na wschodzie (dalej też, ale jako gatunek sadzony), a poza tym nad Zatoką Botnicką i Wyspach Alandzkich. W południowej Europie rośnie głównie na obszarach górskich od Pirenejów, poprzez Alpy, Apeniny, góry Półwyspu Bałkańskiego, Azji Mniejszej i Kaukaz. Tam też schodzi miejscami na północne wybrzeża Morza Śródziemnego i Morza Czarnego. W Azji zasięg ciągnie się wzdłuż obszarów górskich Iranu po Himalaje i południowe Chiny oraz wzdłuż gór Azji Środkowej po Mongolię, rejon Jeziora Bajkał i północne Chiny. W obrębie zasięgu i jego sąsiedztwie gatunek często jest sadzony zarówno wzdłuż wybrzeży, jak i w głębi lądów. Południowa granica zasięgu wyznaczana jest przez izotermę stycznia wynoszącą 10 °C. Dzieje się tak, ponieważ nasiona do skiełkowania wymagają przechłodzenia. Jest to też powód, dla którego w południowej części zasięgu gatunek ten rośnie głównie w górach.
W Polsce rokitnik obecny jest wzdłuż całego wybrzeża morskiego, przy czym zazwyczaj nie sposób rozstrzygnąć, które stanowiska są naturalne, a które są wynikiem celowych nasadzeń wykonywanych w celu stabilizacji wydm.
Gatunek jako użytkowy jest szeroko rozprzestrzeniany poza obszarami naturalnego występowania, gdzie często łatwo dziczeje. Tak jest m.in. w Ameryce Północnej, w Irlandii i w Polsce poza wybrzeżem.

## Morfologia

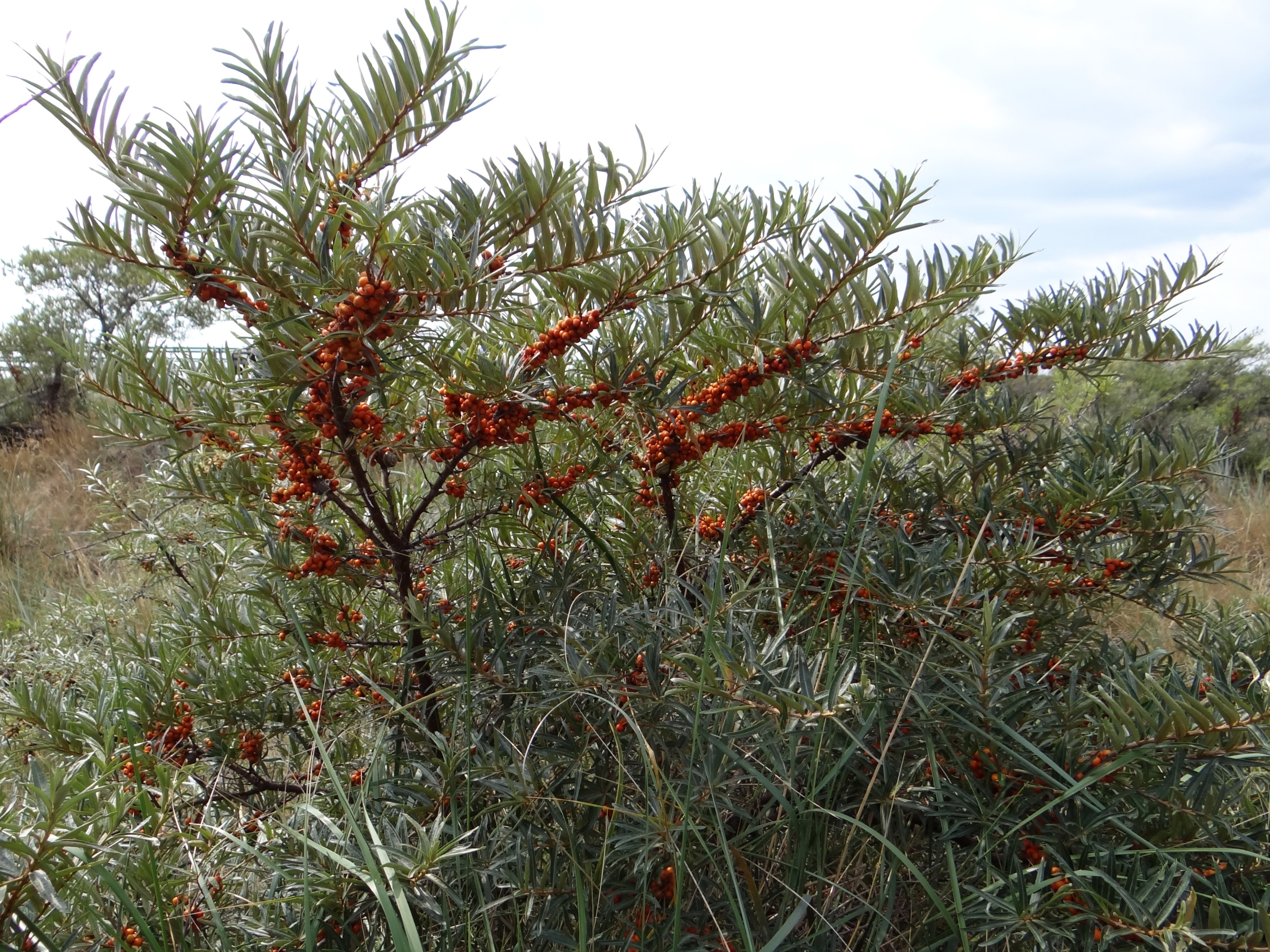
Pokrój Hippophae rhamnoides subsp. rhamnoides

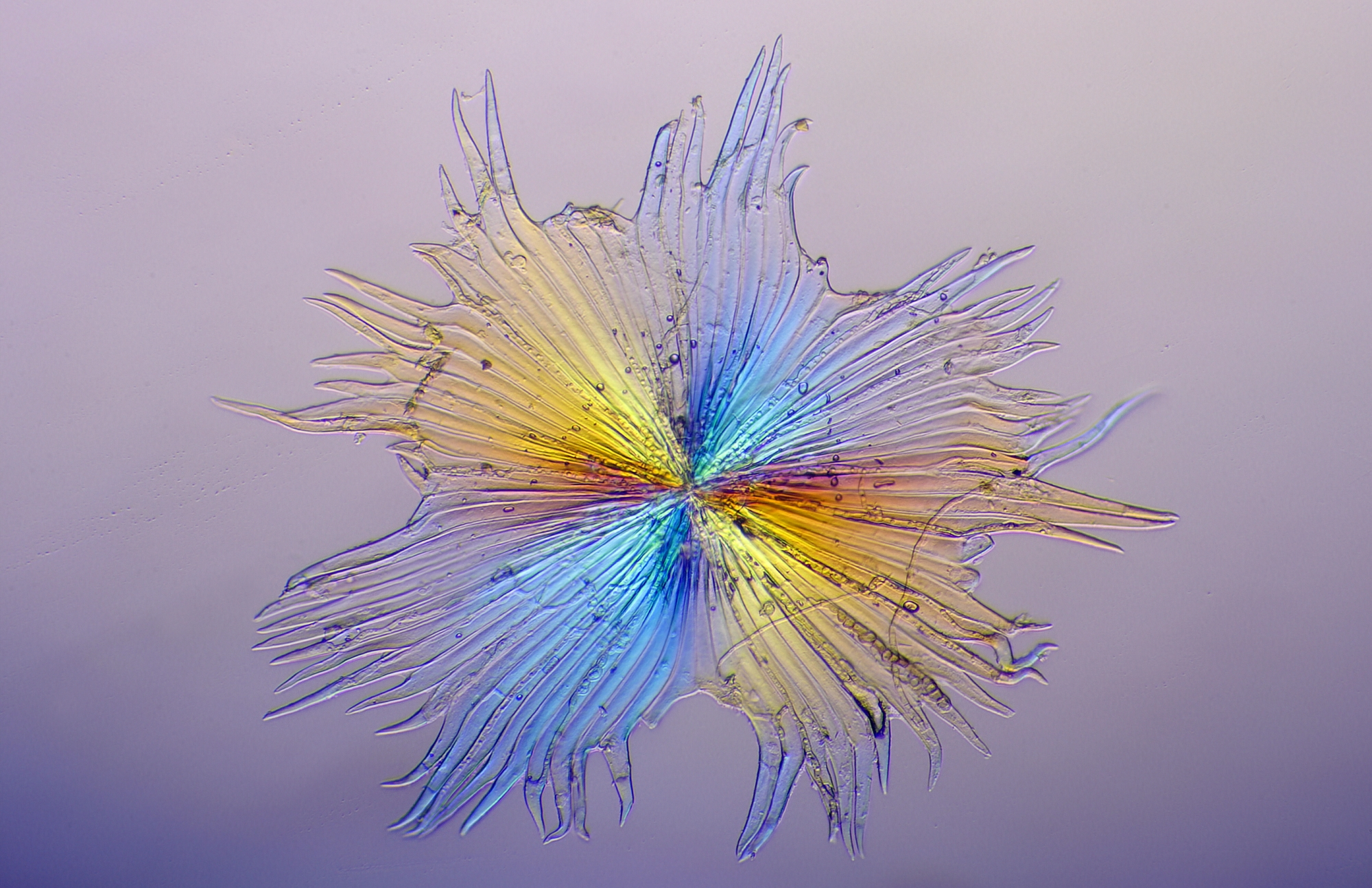
Charakterystyczne dla gatunku tarczowate włoski widoczne pod mikroskopem

Pokrój, pędy i organy podziemneSilnie rozgałęziony krzew osiągający zwykle od 1,5 do 6 m wysokości, rzadziej niewielkie drzewo osiągające wysokość do 9–10 m, wyjątkowo do 18 m. Korona zwykle asymetryczna. Okazy męskie są bardziej gęste od żeńskich (pędy przerastają kwiatostany męskie). Pień zwykle cienki i krzywy, maksymalnie do 30 cm średnicy. Korowina podłużnie pękająca i łuszcząca się płatami, zwykle ciemnobrunatna, ale bywa i jasna lub niemal czarna. Pędy jednoroczne początkowo zielone, pokryte srebrzystymi i rdzawymi włoskami tarczowatymi, z wiekiem pędy pokrywają się szarą lub srebrzystą korowiną. Na szczycie pędów tegorocznych i z pąków bocznych wyrastają ciernie o długości od 2 do 7 cm, często z pąkami bocznymi, z których rozwijają się ciernie drugiego rzędu. Pęd w kolejnym sezonie kontynuuje wzrost z pąka bocznego u nasady szczytowego ciernia. Pąki drobne, kulistojajowate, okryte 2–3 kapturkowatymi łuskami gęsto pokrytymi rdzawymi włoskami tarczkowatymi, stąd ciemnobrązowe. System korzeniowy jest palowy, ale z rozległymi korzeniami bocznymi biegnącymi równolegle do powierzchni gruntu i często tworzącymi odrosty – stąd z czasem pojedyncze osobniki tworzą zwykle mniej lub bardziej rozległe zarośla. Część korzeni sięga głęboko umożliwiając roślinie przetrwanie susz. Główna masa korzeni znajduje się na głębokości 0,5 m w odległości do 2 m od pnia.
LiścieRozwijają się skrętolegle na tegorocznych przyrostach (u podgatunku sinensis zwykle naprzeciwlegle). Są siedzące do krótkoogonkowych (ogonek osiąga do 3 mm długości) i pozbawione przylistków. Blaszka liściowa wąskolancetowata do jajowatej, długości do 5–9 cm i szerokości do 1,3 cm. Kształt blaszki jest bardzo zmienny między różnymi populacjami – proporcja szerokości do długości wynosić może od 1:4 do 1:20. Jest całobrzega, na szczycie zaostrzona lub stępiona, u nasady długo zwężająca się, brzegi liści są często podwinięte. Liście są szorstkie z powodu tarczkowatych włosków, z wierzchu są zielone do szarozielonych, od spodu srebrzyste z odcieniem brązowym (tu włoski są gwiazdkowate). Wiązka przewodząca tylko centralna, wystająca i brązowa.
KwiatyRokitnik jest rośliną dwupienną (rzadko zdarza się jednak, że na tych samych pędach powstają kwiaty męskie i żeńskie). Kwiaty męskie rozwijają się w szyszkowatych pąkach znacznie większych i liczniejszych od żeńskich. Szyszeczki tworzone są przez gęste kłosy osiągające w czasie kwitnienia do 8 mm długości i 6 mm średnicy, zawierające po 4–8 kwiatów. Na płytkim dnie kwiatowym kwiatów pręcikowych rozwijają się dwie zielonkawobrązowe, jajowate do okrągłych działki kielicha o długości i szerokości wynoszącej od 3 do 4 mm. Poza tym w kwiecie rozwijają się cztery pręciki. Kwiaty słupkowe rozwijają się skupione po 2–5 na krótkich gronach wyrastających w kątach liści, których odgałęzienia rozwijają się zwykle w wątłe ciernie. Pąki z kwiatami żeńskimi są mniejsze od męskich, kształtu sercowatego. Kwiaty rozwijają się na szypułkach długości do 0,5 mm, mają rurkowato wydłużone dno kwiatowe i okwiat składający się z dwóch działek. Działki mają kształt jajowaty, długość do 4 mm i szerokość do 1,5 mm. Są brązowe, od zewnątrz pokryte brązowymi włoskami gwiazdkowatymi, od wewnątrz białymi, długimi włoskami, gęstymi zwłaszcza w części szczytowej działek. Wewnątrz kwiatu znajduje się jednokomorowa, kulistawa do jajowatej zalążnia o wysokości do 2 mm, zawierająca pojedynczy, prosty i odwrócony zalążek. Szyjka słupka jest równowąska, długości ok. 0,5 mm, na szczycie z podługowatym (osiągającym 1 mm długości), jednostronnym znamieniem, wystającym ponad okwiat.
Owoce i nasionaPojedyncze, jednonasienne niełupki zamknięte w błoniastej ścianie zalążni i otoczone mięśniejącym, pomarańczowym lub żółtym dnem kwiatowym, stąd ze względu na nietypowy proces ich powstawania określane są rozmaicie jako nibypestkowce, pestkowce, sfalerokarpia, łochopłodniki, nieotwarte orzechy. Rozwijają się na wydłużających się zwykle do ok. 7 mm szypułkach (ich długość jest zmienna od 1 do 10 mm). Owoce osiągają od 6 do 10 mm długości, są kulistawe do jajowatych i elipsoidalnych. Na zewnątrz gładkie, barwy pomarańczowej do czerwonej. Masa owocu wynosi od 0,5 do 0,9 g. Nasiono jest jajowate do eliptycznego, osiąga od 4 do 7 mm długości, ciemnobrązowe do czarnego, błyszczące. Masa tysiąca nasion wynosi od 15 do 23,5 g (nasiona stanowią od ok. 2 do ponad 3% masy owoców).

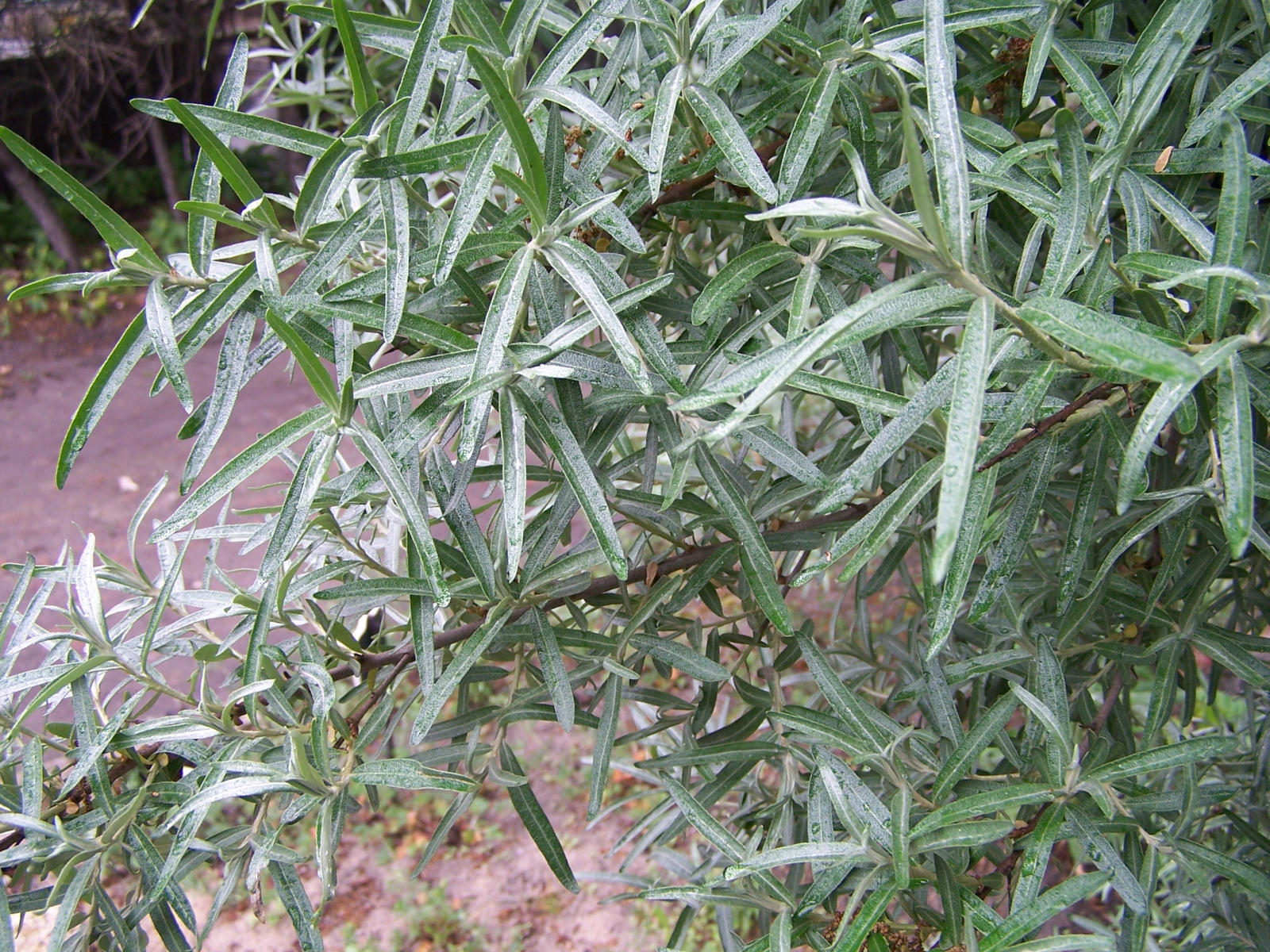
Liście
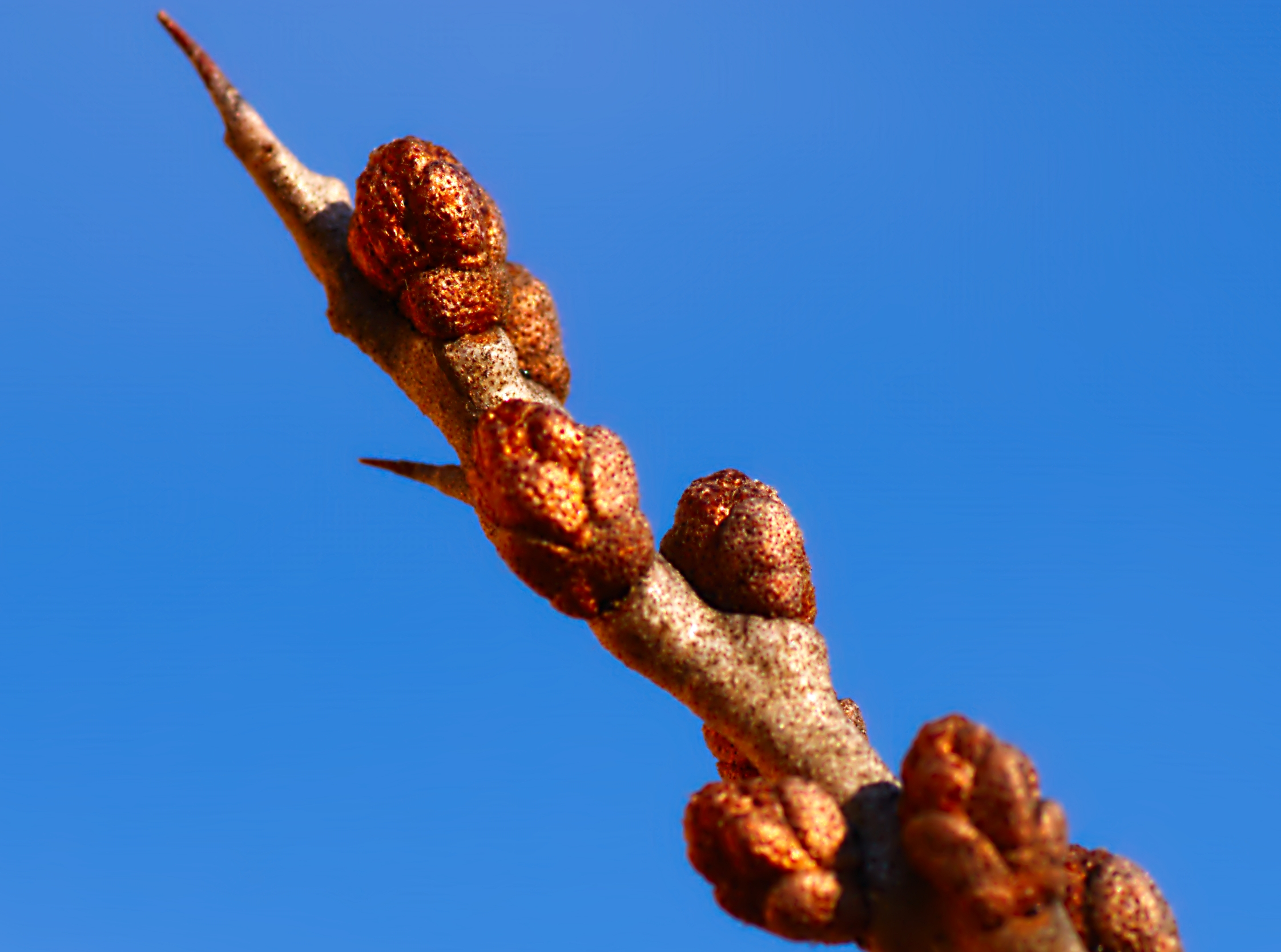
Pąki (kwiaty męskie) zimą
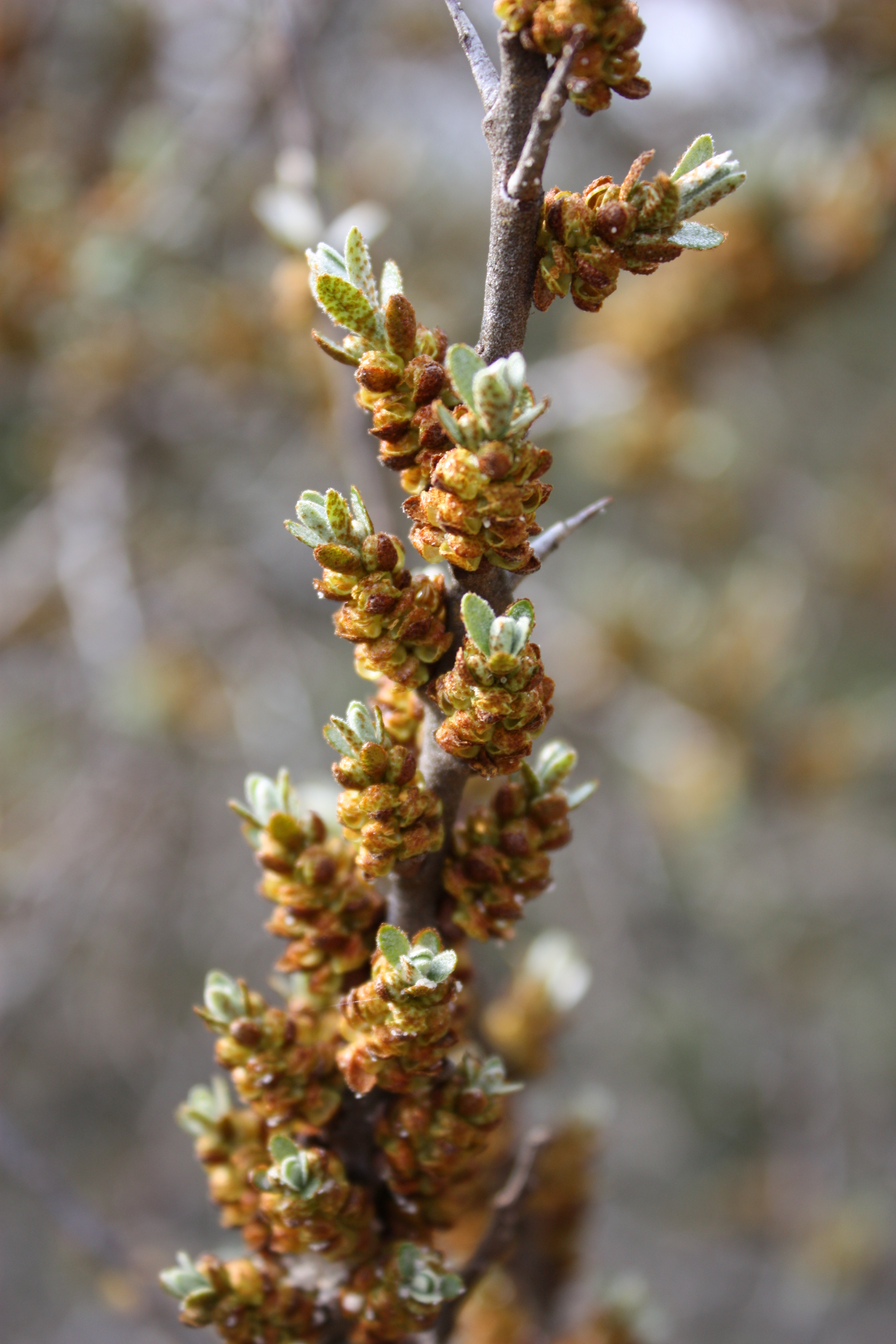
Kwiaty męskie
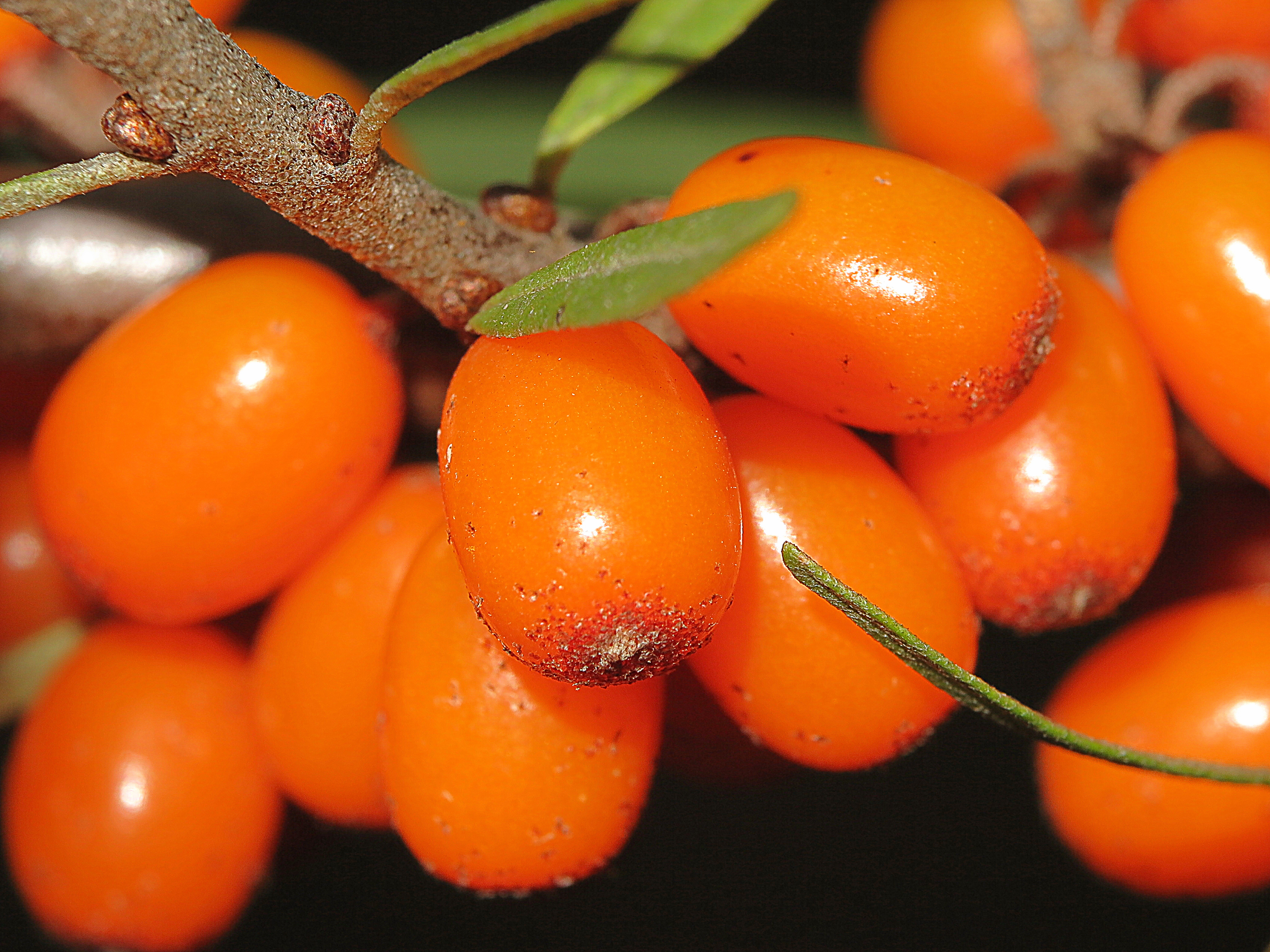
Owoce
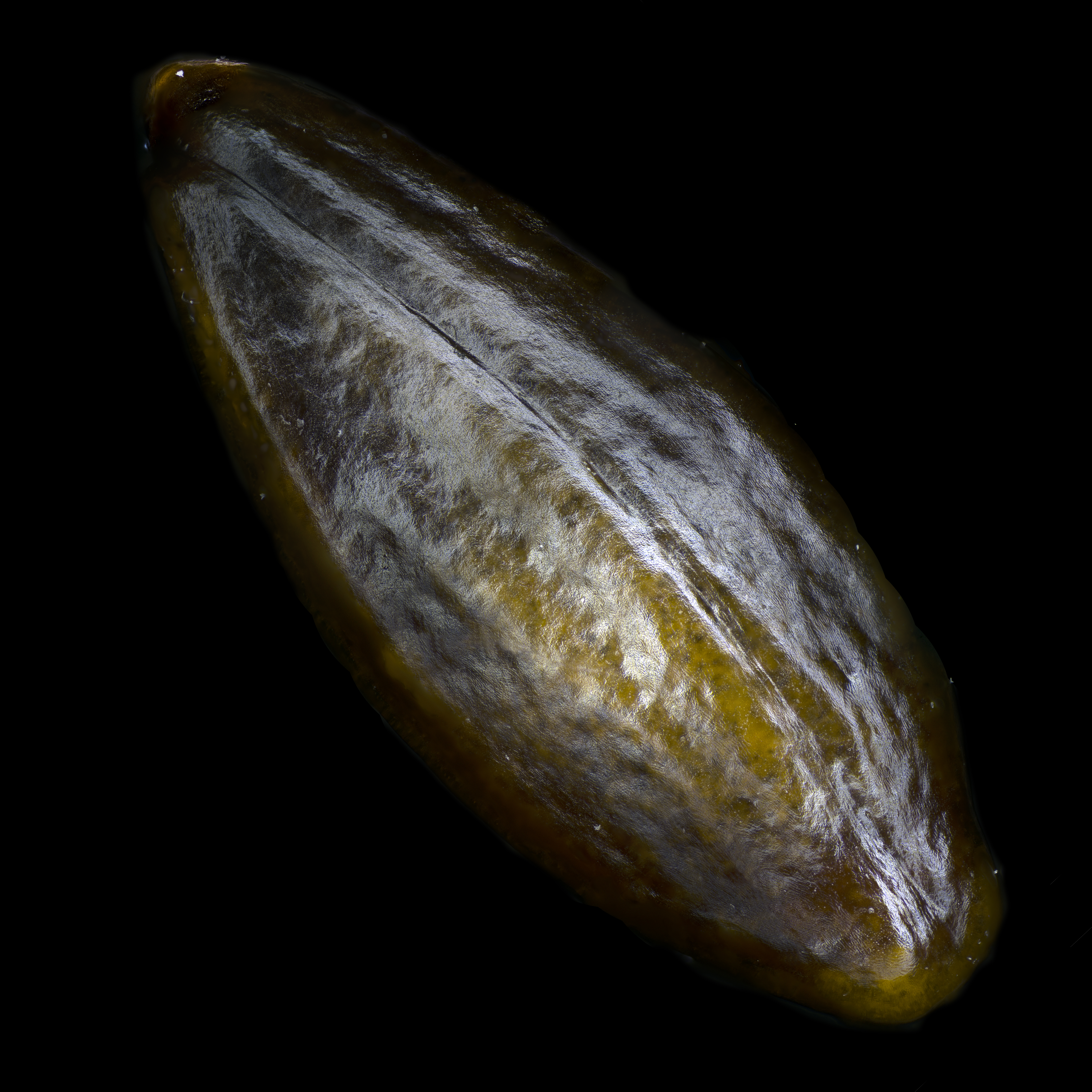
Nasiono

## Systematyka, zmienność i pochodzenie

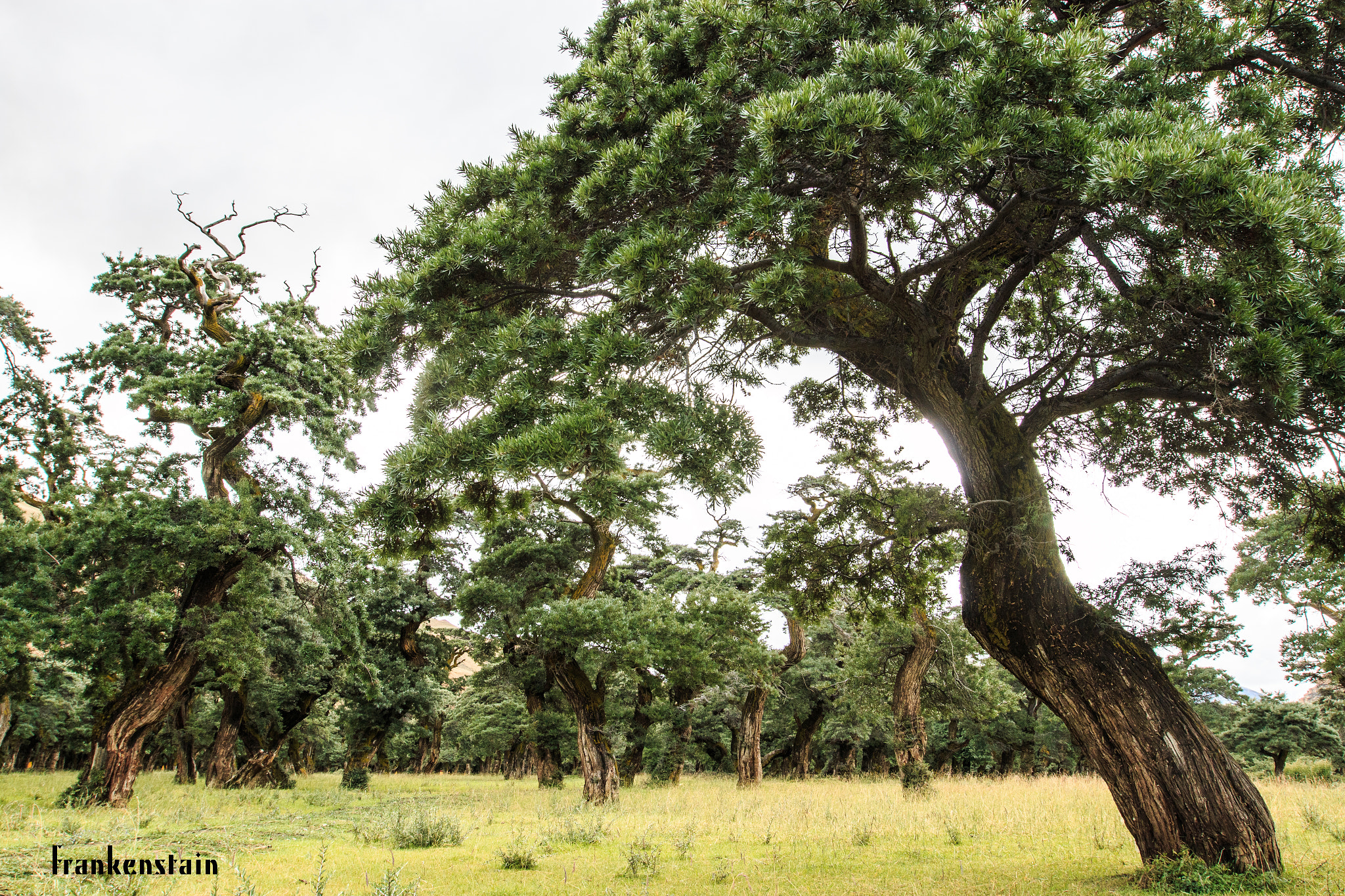
Osiągający 12 m podgatunek yunnanensis z Tybetu

Rokitnik zwyczajny jest gatunkiem typowym rodzaju rokitnik Hippophae. Pierwotnie był zresztą jedynym gatunkiem zaliczanym do tego rodzaju. W 1908 wyróżniano w obrębie gatunku trzy podgatunki – euroazjatycki subsp. rhamnoides i azjatyckie: subsp. salicifolia o pędach dłuższych i mniej ciernistych i liściach dłuższych i węższych, od spodu szarych oraz subsp. tibetana, osiągający tylko 0,6 m wysokości o liściach do 2 cm długości. W 1952 rokitniki rosnące w Europie podzielono na podgatunek nadmorski subsp. maritima i śródlądowy górski subsp. fluviatilis. Pierwszy odróżniał się morfologicznie bardziej ciernistymi, krótkimi i sztywnymi pędami oraz bardziej gęstymi kwiatostanami. W 1971 taksonomia gatunku i rodzaju zrewidowana została przez fińskiego botanika Arne Rousiego – dotychczasowe podgatunki azjatyckie podniesione zostały do rangi osobnych gatunków, a w obrębie gatunku H. rhamnoides wyróżnionych zostało szereg nowych podgatunków. Rozstrzygnięcia taksonomiczne Rousiego potwierdzone zostały później w badaniach molekularnych i z niewielkimi zmianami pozostają aktualne. H. rhamnoides jest jednym z 6–7 gatunków w obrębie rodzaju i dzielony jest na 9 podgatunków.
Rośliny europejskie z wybrzeży zalicza się do nominatywnego podgatunku – subsp. rhamnoides (dawniej pod nazwą subsp. maritima). W Europie rosną poza tym trzy inne podgatunki: subsp. fluviatilis (Soest) Rivas Mart., carpatica Rousi oraz caucasica Rousi (występujący na Kaukazie, w Iranie, Azji Mniejszej i Bułgarii). W obrębie azjatyckiego zasięgu gatunku wyróżnianych jest pięć podgatunków: subsp. mongolica Rousi, turkestanica Rousi, wolongensis Y.S.Lian, K.Sun & X.L.Chen, yunnanensis Rousi i sinensis Rousi (ten ostatni w bazie Plants of the World wyodrębniany jest jako osobny gatunek H. sinensis, jednak analizy molekularne wskazują na jego zagnieżdżenie w obrębie H. rhamnoides). 
Gatunek pochodzi z wyżyn Tybetu i Qinghai w środkowej Azji, który to region jest ośrodkiem zróżnicowania całego rodzaju rokitnik Hippophae – w nim i na terenach przyległych rośnie pozostałych 6 gatunków tego rodzaju. Tu też i w bezpośrednim sąsiedztwie występują trzy podgatunki w obrębie gatunku – yunnanensis, wolongensis i sinensis, przy czym ten ostatni rozprzestrzenił się w kierunku północno-wschodnim, sięgając po północne Chiny. Obecność genów H. neurocarpa w genomie podgatunku yunnanensis wskazuje na dawne krzyżowanie się tych taksonów. Za wynik krzyżowania H. rhamnoides z H. neurocarpa uznawane bywają także homoploidalne gatunki (o niepewnym statusie taksonomicznym) – H. goniocarpa i H. litangensis występujące w rejonie Tybetu. Z Tybetu w kierunku północno-zachodnim rozprzestrzenił się klad, którego współcześni przedstawiciele zasiedlają m.in. Azję Środkową jako podgatunek turkestanica. Między jego współczesnym obszarem występowania a zasięgiem podgatunku sinensis (tj. w rejonie Syberii i Mongolii) występuje podgatunek mongolica, który jest wynikiem skrzyżowania ww. podgatunków. Do tego samego kladu co podgatunek turkestanica należą występujące dalej na zachodzie podgatunki – caucasica oraz europejskie carpatica, fluviatilis i rhamnoides. Początek różnicowania kladów w obrębie gatunku datowany jest molekularnie na pliocen. Odpowiada to okresowi wypiętrzania Wyżyny Tybetańskiej co sprzyjało fragmentacji i różnicowaniu występujących na tym obszarze populacji. Rośliny rozprzestrzeniające się w kierunku zachodnim były podczas plejstocenu dzielone i izolowane w czasie zlodowaceń w różnych refugiach, co spowodowało ich zróżnicowanie odzwierciedlone podziałem na podgatunki. Rokitnik jako gatunek pionierski zasiedlał tereny uwalniane spod zlodowaceń i miał istotny udział w ich pokrywie roślinnej przed powrotem gatunków drzewiastych i rozwojem lasów. Na ziemiach współczesnej Polski pojawił się w późnym glacjale między 14 i 13,5 tys. lat temu. Do 12 tys. lat temu rozprzestrzenił się szeroko w północnej i środkowej Polsce osiągając wówczas optimum występowania. Później do 8 tys. lat temu zmniejszał zasięg i częstość występowania, a po rozwoju pokrywy leśnej zepchnięty został do wąskiego pasa siedlisk inicjalnych wzdłuż brzegu morskiego.
Podgatunki europejskie:
- subsp. rhamnoides – liście od 5 do 10 mm szerokości, na spodzie liści obecne włoski rdzawe; pędy mniej lub bardziej powyginane zygzakowato, owoce mniej lub bardziej walcowate[22]; wybrzeża Bałtyku i Europy północno-zachodniej[23].
- subsp. fluviatilis (Soest) Rivas Mart., Itinera Geobot. 15: 702 (2002) – liście wąskie – od 3 do 6 mm szerokości, na spodzie liści obecne włoski rdzawe[22]; krzewy luźniejsze – gałęzie wydłużone, słabiej rozgałęzione i mniej cierniste niż u subsp. rhamnoides[24]; Alpy, Pireneje, Apeniny[23];
- subsp. carpatica Rousi, Ann. Bot. Fenn. 8: 205 (1971) – liście od 5 do 10 mm szerokości, na spodzie liści obecne włoski rdzawe; pędy proste, owoce mniej lub bardziej kulistawe[22]; Karpaty Wschodnie i Południowe, obszar między nimi i północno-zachodnimi wybrzeżami Morza Czarnego[23] oraz południowe Niemcy między Dunajem i Izarą[25];
- subsp. caucasica Rousi, Ann. Bot. Fenn. 8: 205 (1971) – duży, wyprostowany krzew lub drzewo osiągające do 10 m wysokości; ciernie niezbyt liczne, zwykle nierozgałęzione, pędy nie są srebrzystobiałe; liście lancetowate – u nasady najszersze, zwężające się ku górze; od spodu srebrzystobiałe; włoski rdzawe nieliczne; owoce eliptyczne[22]; Kaukaz (powyżej 1000 m n.p.m.), Azja Mniejsza i południowo-wschodnie Bałkany[23];

Podgatunki azjatyckie:
- subsp. sinensis Rousi, Ann. Bot. Fenn. 8: 210 (1971) – liście na ogół naprzeciwległe lub niemal naprzeciwległe[22], o blaszce do 6 cm długości i szerokości 6–10 mm; pędy matowoszare, ciernie rzadko rozgałęziające się na ciernie II rzędu, bardzo nieliczne lub brak włosków w kolorze miedzianym[7]; środkowe i północne Chiny[23][7];
- subsp. wolongensis Y.  S.  Lian  et  al., Novon 13: 200 (2003) – liście skrętoległe, sporadycznie naprzeciwległe, pędy matowoszare, ciernie rzadko rozgałęziające się na ciernie II rzędu, włoski w kolorze miedzianym częste; pąki kwiatowe w okółkach; liście długie – od 5 do 8,5 cm i szerokie – od 0,6 do 1,6 cm; brzeg liścia zatokowo-falisty[7]; Chiny (Syczuan)[7];
- subsp. yunnanensis Rousi, Ann. Bot. Fenn. 8: 210 (1971) – krzewy i drzewa osiągające 12 m wysokości; liście skrętoległe, sporadycznie naprzeciwległe; o blaszce do 6 cm długości i szerokości 5–10 mm; liście całobrzegie, od spodu szarordzawe; pędy matowoszare, ciernie rzadko rozgałęziające się na ciernie II rzędu, włoski w kolorze miedzianym częste[7]; owoce kuliste[22]; Chiny (Syczuan, Tybet, Junnan)[7];
- subsp. mongolica Rousi, Ann. Bot. Fenn. 8: 210 (1971) – krzewy zwykle tylko do 2,5 m wysokości[22], liście skrętoległe, sporadycznie naprzeciwległe, o blaszce do 6 cm długości i szerokości 5–10 mm; liście całobrzegie, od spodu srebrzystobiałe, z bardzo nielicznymi włoskami rdzawymi; pędy matowoszare, ciernie rzadko rozgałęziające się na ciernie II rzędu[7]; owoce kulistawe[22]; Mongolia, obszar od Ałtaju po rejon jeziora Bajkał[23];
- subsp. turkestanica Rousi, Ann. Bot. Fenn. 8: 210 (1971) – liście skrętoległe, blaszka wąska (zwykle poniżej 4 mm szerokości); ciernie bardzo liczne – znacznie częstsze niż u innych podgatunków azjatyckich, często z rozgałęzieniami II rzędu; liście srebrzyste od spodu i często od góry, bez włosków w kolorze miedzianym[7]; pędy srebrzystobiałe[22]; podgatunek o najrozleglejszym zasięgu obejmującym: zachodnie Chiny, Pakistan, Afganistan, północne Indie, Kaszmir, Kazachstan, Kirgistan, Mongolię, Tadżykistan, Turkmenistan i Uzbekistan[7].

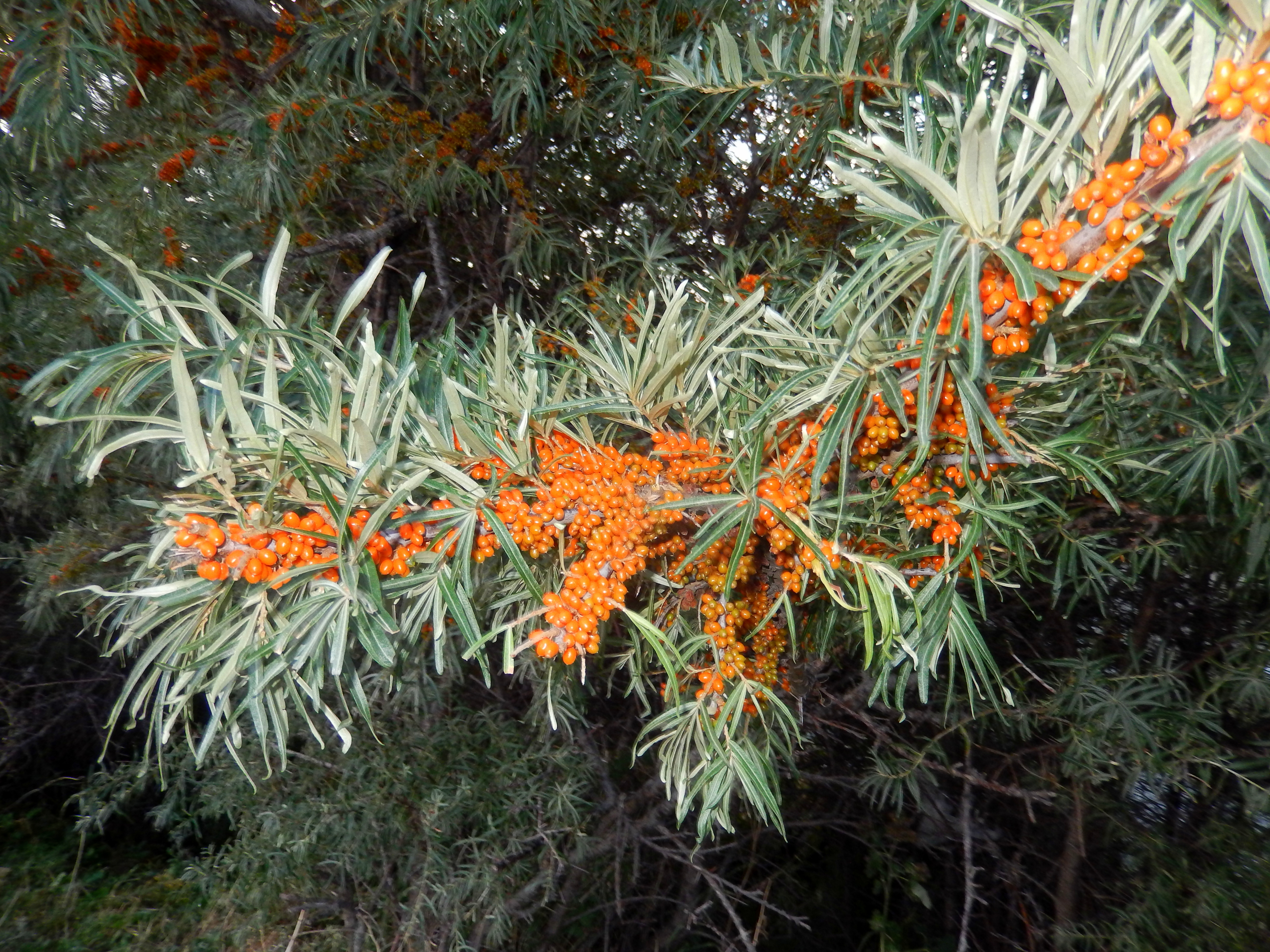
Subsp. caucasica
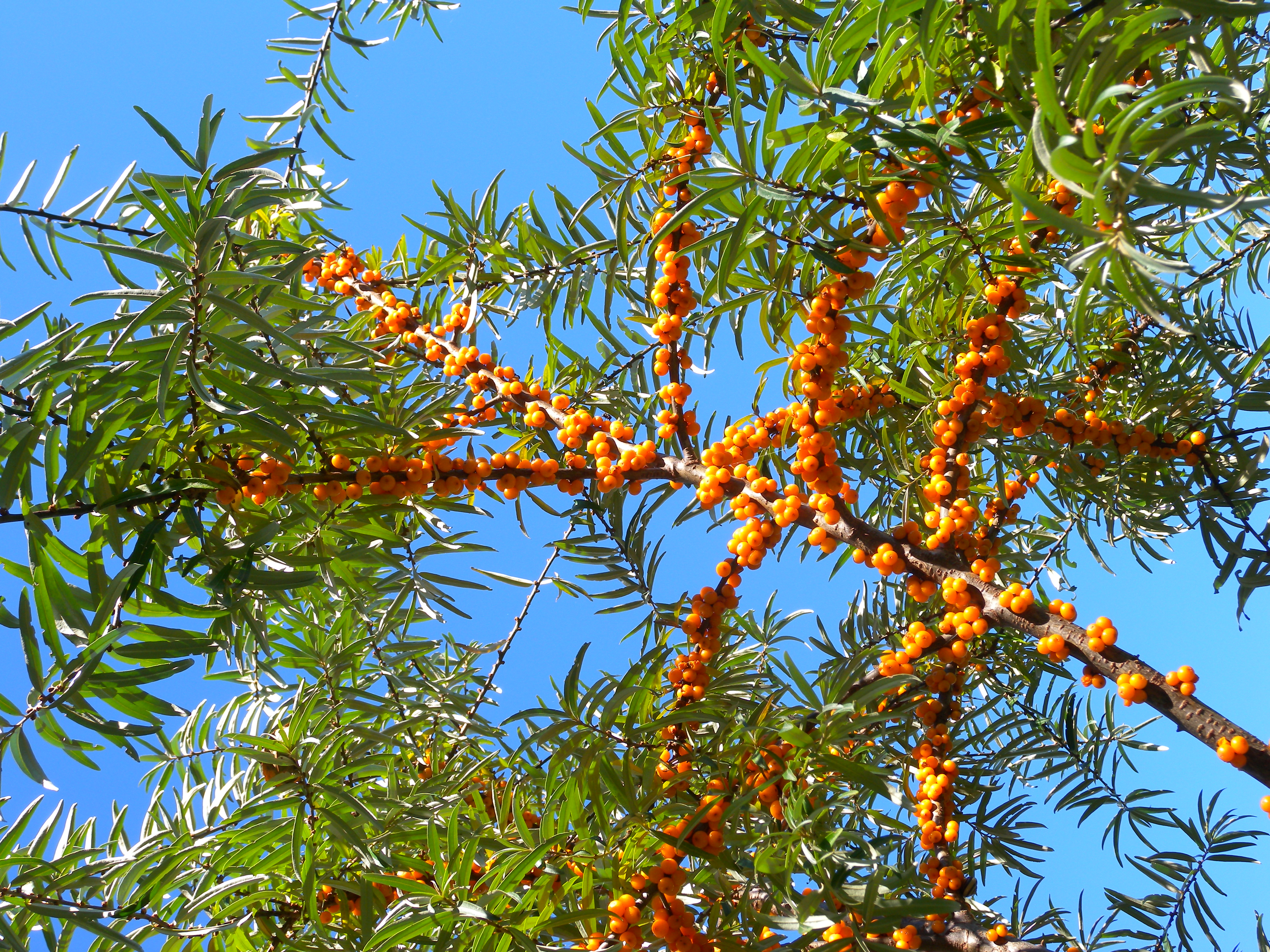
Subsp. fluviatilis
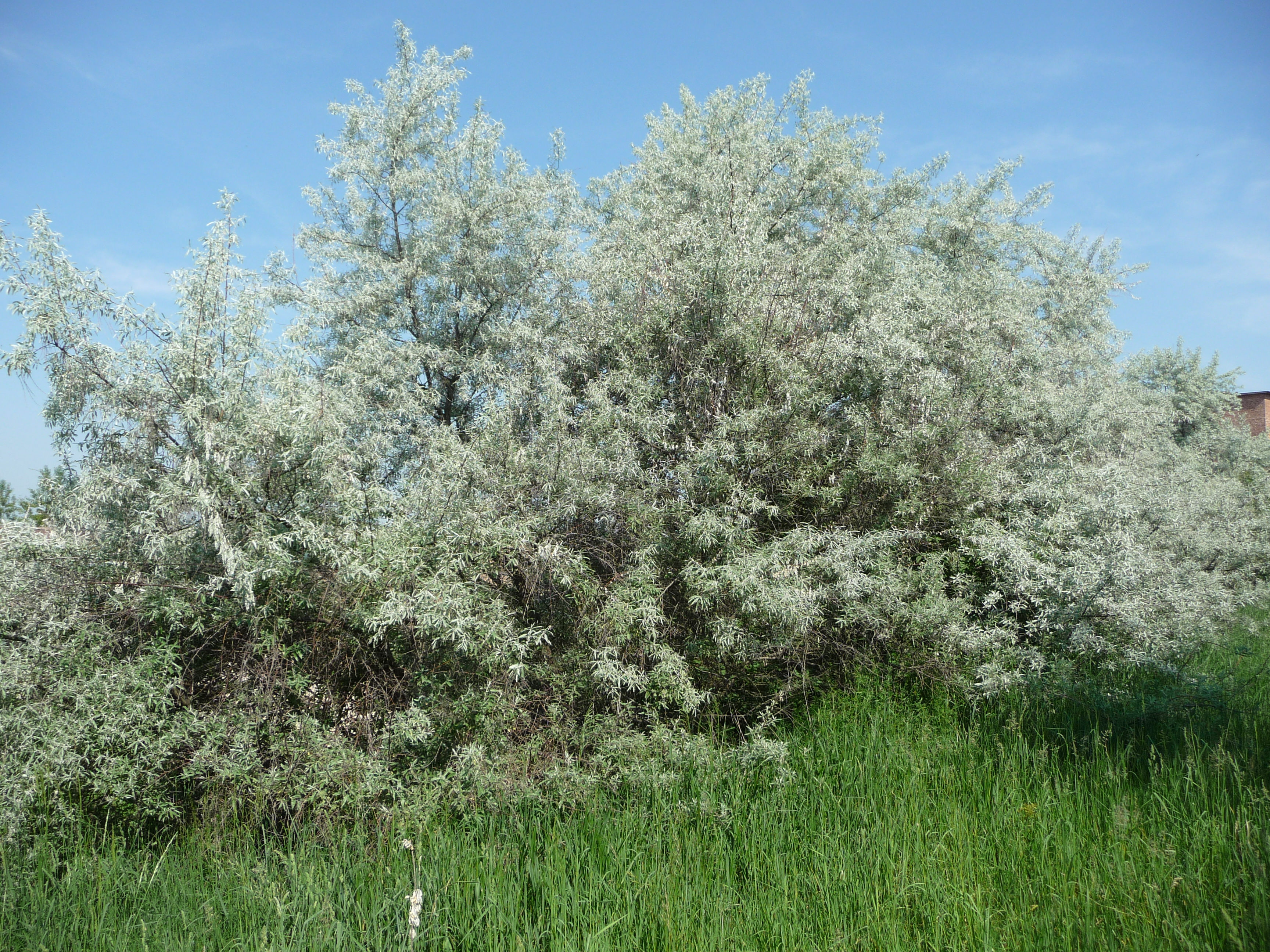
Subsp. carpatica
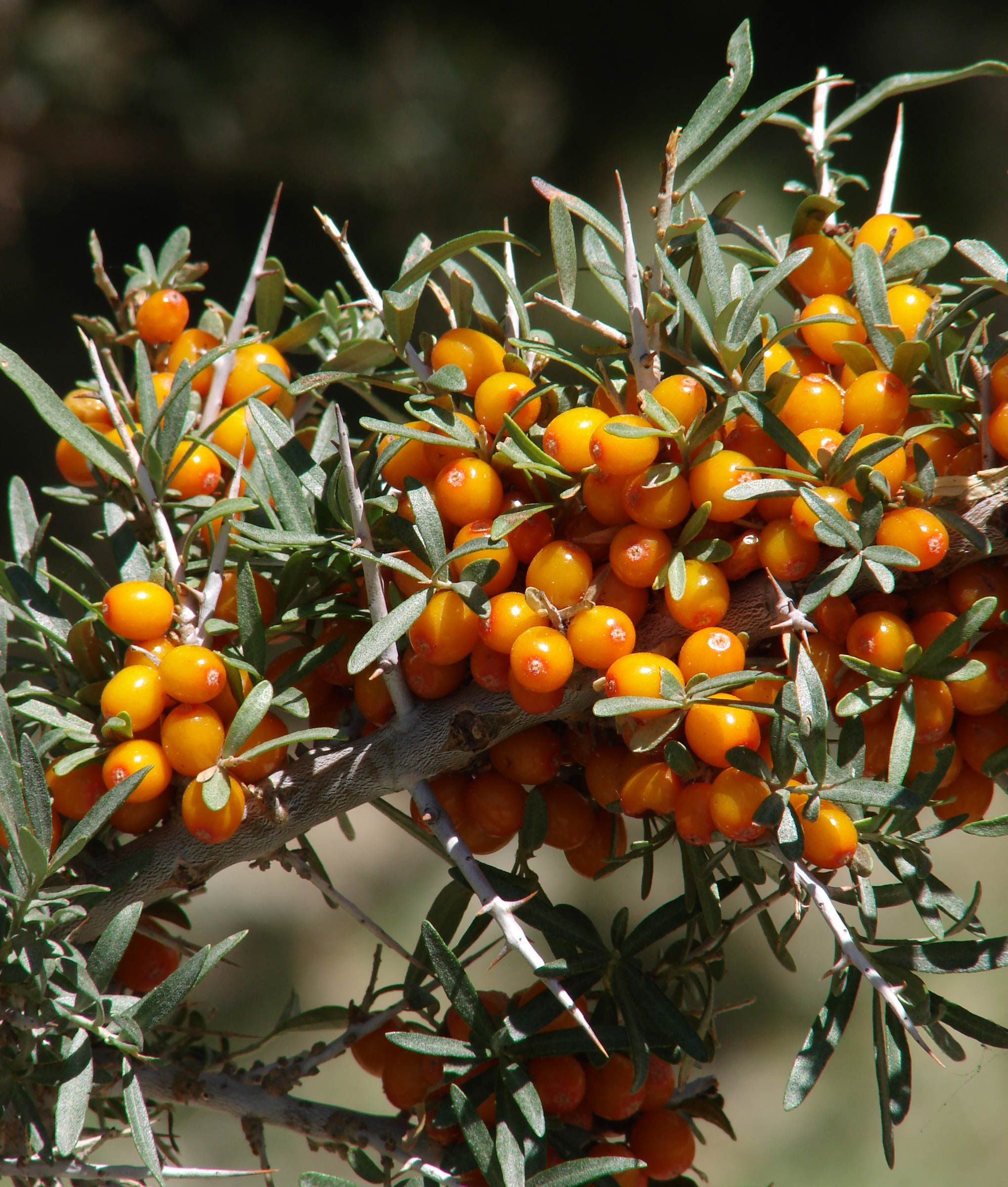
Subsp. turkestanica

## Nazewnictwo
Naukowa nazwa rodzajowa gatunku pochodzi z greckiego (híppos – koń, pháo – błyszczę). W jej zakończeniu nie występuje dyftong ae wymawiany [e], lecz dwie oddzielne samogłoski, co może być uwzględniane w pisowni poprzez umieszczenie nad e znaku dierezy: Hippophaë. Zgodnie z artykułem 60.7 Międzynarodowego kodeksu nomenklatury botanicznej w takich sytuacjach znaki diakrytyczne są wyjątkowo możliwe do stosowania w nazwach naukowych. Nazwa pochodzi z czasów starożytnej Grecji, kiedy określano tak kolczastą roślinę, którą karmiono konie dla poprawy kondycji ich sierści. Zarejestrowana została przez Dioskurydesa i przeniesiona została na rokitnik przez Karola Linneusza, przy czym według niektórych źródeł nie ma pewności, że w istocie Dioskurydes pisał o rokitniku, a nie o innej roślinie (np. Euphorbia spinosa). Epitet gatunkowy rhamnoides oznacza „podobny do szakłaka” Rhamnus.
Polskie nazwy zwyczajowe udokumentowane w piśmiennictwie z XIX wieku to „bodlak” (tożsame z nazwą czeską zarejestrowaną już w 1562), „bodzieniec”, „rozmarynowiec”, „drzewo rozmarynowe”, „cierń morska”, „oliwa leśna”, „szakłakowiec” i „rokitnik”, przy czym najczęściej używano nazw „bodlak” i „rokitnik”. Od pierwszego wydania Roślin polskich z 1924 roku ustalona została nazwa „rokitnik zwyczajny”.

## Biologia

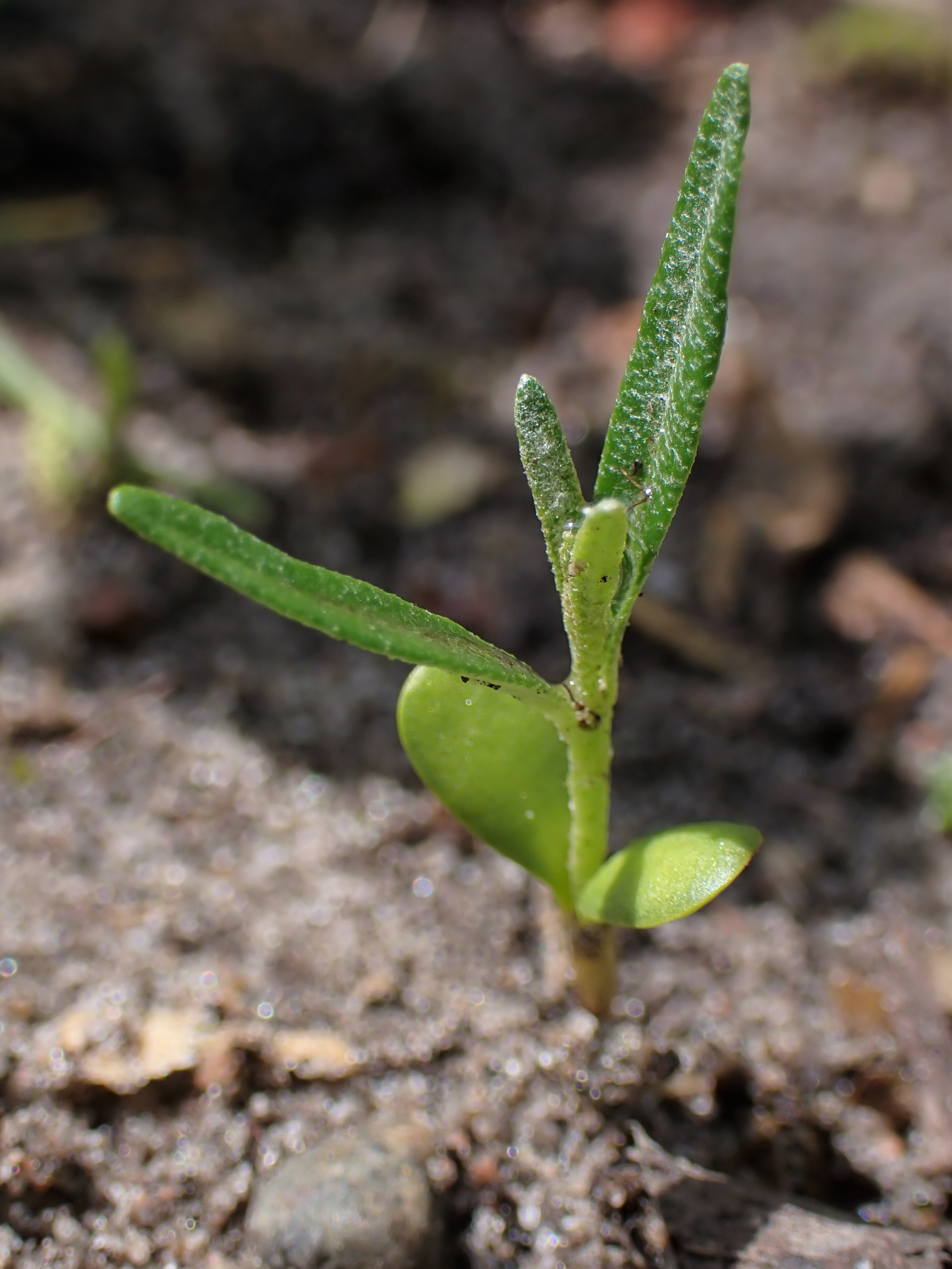
Siewka rokitnika zwyczajnego

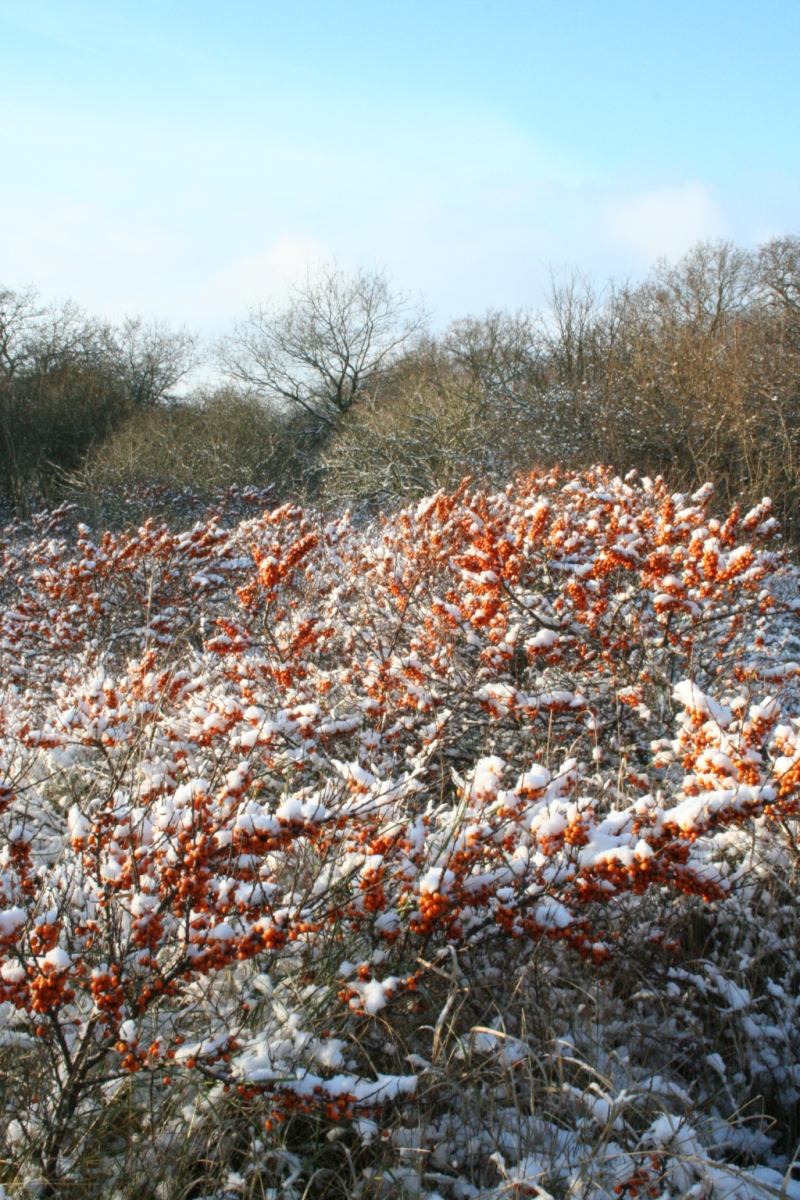
Rokitnik zimą – z owocami długo utrzymującymi się na pędach

### Rozwój
Roślina wieloletnia, nanofanerofit. Poszczególne pędy nadziemne dożywają co najmniej ok. 40 lat. Kwiaty pojawiają się na roślinach co najmniej dwu- lub trzyletnich i w ok. 80% rozwijają się na gałązkach dwuletnich. Kwitnienie zaczyna się ok. tydzień do dwóch tygodni przed rozwojem liści – od marca do maja (pąki kwiatowe formują się w sierpniu–wrześniu wcześniejszego roku). Pyłek z kwiatów męskich uwalniany jest, gdy temperatura powietrza przekroczy 6–10 °C. Roślina jest wiatropylna, ale kwiaty (nie wydzielające nektaru) odwiedzane bywają przez muchówki i pszczoły. Poszczególne kwiaty żeńskie pozostają otwarte i gotowe na zapylenie przez 10 dni. 
Miąższ owoców powstaje z kielicha kwiatu, rozrastającego się po zapyleniu kwiatów od maja, na początku sierpnia nabierając pomarańczowego koloru. Liście opadają w październiku–listopadzie, zwykle po pierwszych mrozach. Owoce utrzymują się na roślinie przez całą zimę, aż do wiosny. Zarodki rozwijają się tylko w owocach roślin, w pobliżu których rosną okazy męskie rokitnika. Na stanowiskach tworzonych przez izolowane krzewy żeńskie powstają owoce płonne. Nasiona rozsiewane są przez ptaki zjadające owoce. W warunkach eksperymentalnych kiełkuje od 95 do 100% nasion (w takim samym stopniu kiełkują nasiona po przejściu przez przewód pokarmowy ptaków), przy czym do skiełkowania nasion niezbędne jest wcześniejsze ich schłodzenie w temperaturze minimum 2–5 °C.  
Kiełkowanie jest epigeiczne i następuje w ciągu 4 tygodni od wysiania nasion. Liścienie są mięsiste, nagie i zielone. Pierwsze liście właściwe (pokryte już gwiazdkowatymi włoskami) wyrastają najpierw w 6–8 parach naprzeciwlegle, dopiero kolejne są skrętoległe. Po dwóch miesiącach siewka ma zwykle 10–12 liści i wówczas na korzeniach rozwijają się pierwsze brodawki korzeniowe. Bardzo szybko rozrasta się system korzeniowy. Po pierwszym roku siewki osiągają 0,5–0,7 m wysokości. Odrosty korzeniowe tworzyć mogą już trzyletnie rośliny.
W skali lokalnej rokitnik rozprzestrzenia się głównie wegetatywnie, za pomocą odrostów korzeniowych. W obrębie zarośli rzadko rozwijają się siewki. Rozmnażanie za pomocą nasion jest jednak kluczowe dla rozprzestrzeniania się gatunku na większe odległości.
Wzrost pędów rokitnika jest szybki, zarejestrowano przyrosty roczne sięgające 70 cm, przy czym średnie przyrosty wynoszą 47 cm w miejscach osłoniętych, a w przypadku trudniejszych warunków wzrostu, np. na grzbiecie wydm – przyrosty roczne pędów wynoszą od 20 do 30 cm. Roślina łatwo odrasta z korzeni, np. po ścięciu lub spaleniu pędów nadziemnych. Krzewy zgryzane (co zdarza się rzadko z powodu cierni i gorzkiego smaku liści zawierających dużo tanin) silnie się zagęszczają tworząc liczne ciernie. Z powodu tworzenia odrostów korzeniowych rokitnik zwykle formuje rozrastające się płaty zarośli, rzadko rośnie w formie pojedynczych krzewów.

### Cechy fizyko-chemiczne
Skład chemiczny owoców rokitnika jest mocno zmienny w zależności od podgatunku, odmiany uprawnej, stopnia dojrzałości, warunków klimatycznych, sposobu ich przechowywania i przetwarzania. Owoce są soczyste i aromatyczne (aczkolwiek przez niektórych ich zapach uważany jest za nieprzyjemny), o charakterystycznym, gorzkawym smaku, po przymrozkach przyjemnym, kwaskowatym i słodkim. Są bogate w witaminy i mikroelementy, przy czym wyróżniają się zwłaszcza wysoką zawartością witaminy C, której zawartość w owocach dziko rosnących jest jednak bardzo zmienna – wynosi od 120 do 900 mg/100 g (w przypadku podgatunku sinensis nawet do 2500 mg/100 g). W owocach nie występuje askorbinaza i witamina C dobrze zachowuje się w nich po zbiorze, wysuszeniu i przetworzeniu. Owoce zawierają mało cukru (u odmian uprawnych więcej), a poza tym: witaminę A (z karotenoidów głównie β-karoten – do 60 mg%, ale liczne są też likopen, luteina i zeaksantyna), E (do 145 mg%), B1, B2, B6, F, K i P, kwas foliowy i D, antocyjany, flawonoidy (w ilości od 120 do 1000 mg/100 g, głównie: kwercetyna, kemferol, mirycetyna i izoramnetyna), fosfolipidy, garbniki, nienasycone kwasy tłuszczowe, kwasy organiczne (do 2,6%, głównie jabłkowy i winowy), oraz makro i mikroelementy, m.in. potas (300–380 mg/100 g), mangan (0,28–0,32 mg/100 g), miedź (0,1 mg/100 g), żelazo, bor (w sumie 24 minerały). Z węglowodanów obecne są: glukoza (2/3 cukrów), fruktoza i ksyloza (sacharozy brak). W owocach zarejestrowano albuminy, globuliny i w sumie 18 aminokwasów. Fitosteroli w owocach jest 340–520 mg/kg, przy czym dominuje wśród nich β-sitosterol z udziałem 57–83%. Sok pozyskany z owoców, ze względu na wysoką zawartość kwasów organicznych ma pH 2,7. 
W skórce owoców oraz w korze występuje rzadko spotykana w roślinach serotonina.
Owoce zawierają w miąższu 4–13% olejów, a nasiona 8–20%. Olej rokitnikowy pozyskiwany z owoców i nasion lub tylko z nasion jest gęstą cieczą o barwie czerwonopomarańczowej i charakterystycznym smaku i zapachu. Zawiera glicerydy kwasu linolowego (30–40%) i α-linolenowego (20–35%), poza tym kwasu oleinowego, wakcenowego, palmitynowego i stearynowego, a także m.in.: tokoferole (100–300 mg%), karoten i karotenoidy (100–500 mg%), sterole, flawonoidy. Za charakterystyczny zapach owoców odpowiada co najmniej 36 związków, głównie estrów, podczas gdy terpeny i związki aromatyczne występują w niskich stężeniach.
Liście rokitnika cechują się znaczną zawartością białek (ok. 20% suchej masy), a także dużym udziałem składników bioaktywnych. Zawierają β-karoten (w sumie karotenoidów jest 26,3 mg/100 g), witaminę E, flawonoidy, triterpeny, katechiny, kwas elagowy i foliowy. Chlorofili zawierają 98,8 mg/100 g, tj. podobnie co w zielonych warzywach. Liczne są związki mineralne (wszystkie ilości w μg/100 g): sód 3000, wapń 780, potas 620, magnez 117, żelazo 38, krzem 6, glin 5, mangan 8, chrom 1.
W całej roślinie obficie występują garbniki, najwięcej jest ich w pędach – do 10% i korze, w liściach także jest ich do 8–10%. W korze stwierdzono alkaloid – hippofeinę, a w gałązkach i liściach – harmalol.

### Genetyka
Liczba chromosomów 2n = 24. Zarejestrowano występowanie także roślin poliploidalnych. W obrębie poszczególnych podgatunków (przynajmniej w obrębie europejskiego subsp. rhamnoides i azjatyckiego sinensis) zróżnicowanie genetycznie nie jest duże, co tłumaczone jest rozprzestrzenianiem nasion na duże odległości przez ptaki i przenoszeniem pyłku przez wiatr – co nie sprzyja izolacji i różnicowaniu się populacji. 

## Ekologia

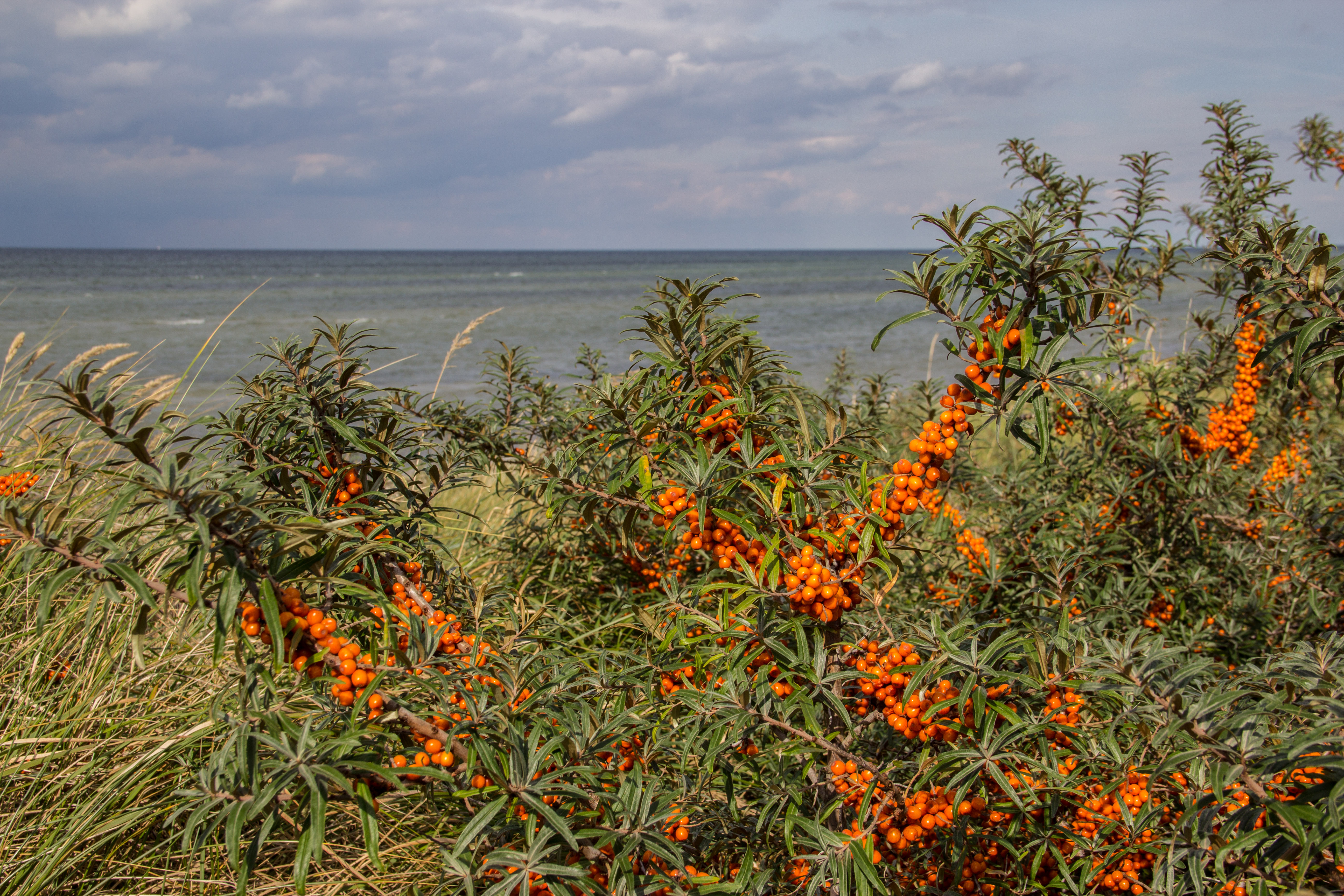
Nadmorskie siedlisko podgatunku subsp. rhamnoides

### Siedlisko
Rokitnik zwyczajny to gatunek pionierski zasiedlający odsłoniętą, nagą glebę. Na wybrzeżach Europy Zachodniej Północnej i Środkowej gatunek rośnie na wydmach i klifach. Lepiej rozwija się w miejscach osłoniętych od wiatru, w zagłębieniach międzywydmowych i na stokach wydm dalszych od brzegu morskiego. Nie toleruje ocienienia i jako roślina światłolubna zanika w przypadku rozwoju roślinności leśnej, nie kolonizuje też lasów z wyjątkiem ich skrajów, luk i przydroży śródleśnych (obumiera, gdy zacienienie przekroczy 50%). Na wybrzeżach bałtyckich ustępuje lasom sosnowym i bukowym rozwijającym się w wyniku sukcesji leśnej na wydmach, w zachodniej Europie także ustępuje w wyniku ekspansji sosen i jawora. Zarośla rokitnika tworzą etap sukcesji między murawami typowymi dla wydm nadmorskich i inicjalną roślinnością leśną – w warunkach wybrzeży południowego Bałtyku głównie boru bażynowego. Zdarza się, że na terenie upraw leśnych rokitnik utrudnia odnowienie lasu.
Poza wybrzeżem rokitnik rośnie na brzegach rzek i na terasach nadrzecznych, także w wyschniętych korytach, na terenach podmokłych, nierzadko tworząc rozległe, niedostępne – cierniste zarośla, poza tym na skrajach lasów, w miejscach skalistych, na odłogach, w górach rośnie na żwirowiskach i odsypach wzdłuż górskich potoków, na stokach, w wyższych położeniach w murawach alpejskich. W Azji osiąga wysokość 4200 m n.p.m., w strefie klimatu umiarkowanego rośnie do 2500 m n.p.m. w Kaukazie, 1900 m w Alpach i 1800 m w azjatyckiej części Rosji.
Gatunek jest w dużym stopniu odporny na ekspozycję na aerozol morski, ale w przypadku wyższych stężeń chlorku sodu liście są uszkadzane (toleruje zasolenie do 1,5 mS/cm). Nadmiar soli wydzielany jest przez gruczoły solne. Rośnie na różnych glebach – na obszarach wydmowych piaszczystych (w tym zarówno jednorodnych, jak i na przysypanych glebach próchnicznych i żwirach) oraz na gliniastych klifach, w głębi lądu rośnie na żwirach, w górach na detrytusie morenowym. Rośliny rosnące na piaskach dobrze znoszą przysypywanie (o ile nie zostaną zasypane w całości), rozwijając korzenie przybyszowe na przysypanych pędach, aczkolwiek według niektórych źródeł rokitnik ma źle znosić zawiewanie piaskiem. Korzenie odsłaniane z powodu odwiewania piasku tworzą obficie odrosty. Odczyn gleby na stanowiskach jest zwykle neutralny lub zasadowy (w glebach kwaśnych słabiej rozwijają się promieniowce żyjące z rokitnikiem w symbiozie). Zawartość azotu w obrębie stanowisk rokitnika jest z reguły większa niż w sąsiedztwie, co tłumaczy działalność bakterii brodawkowych związanych z tym gatunkiem. Poziom wód gruntowych jest zmienny na stanowiskach tego gatunku – w przypadku roślin rosnących na wydmach wody mogą znajdować się głęboko, podczas gdy w zagłębieniach międzywydmowych, także kolonizowanych przez rokitnik, woda może stagnować nawet na powierzchni gruntu przynajmniej przez pewien czas w roku. Rokitnik jest odporny na mróz (znosi spadki do -43 °C), wysokie temperatury (do +40 °C) i suszę. Przy czym wrażliwe na przemarzanie i suszę są jednak siewki, bywają one też uszkadzane przez wysokie temperatury, przemarzać mogą też rośliny rosnące na glebach ciężkich i wilgotnych. Susze w okresie wiosennym wpływają istotnie negatywnie na obradzanie owocami. Nasiona zachowują zdolność do kiełkowania przechowywane przez 3 miesiące w temperaturze -20 °C, przechowywane w temperaturze pokojowej zachowują zdolność do kiełkowania przez 3–4 lata.

### Fitosocjologia i interakcje międzygatunkowe

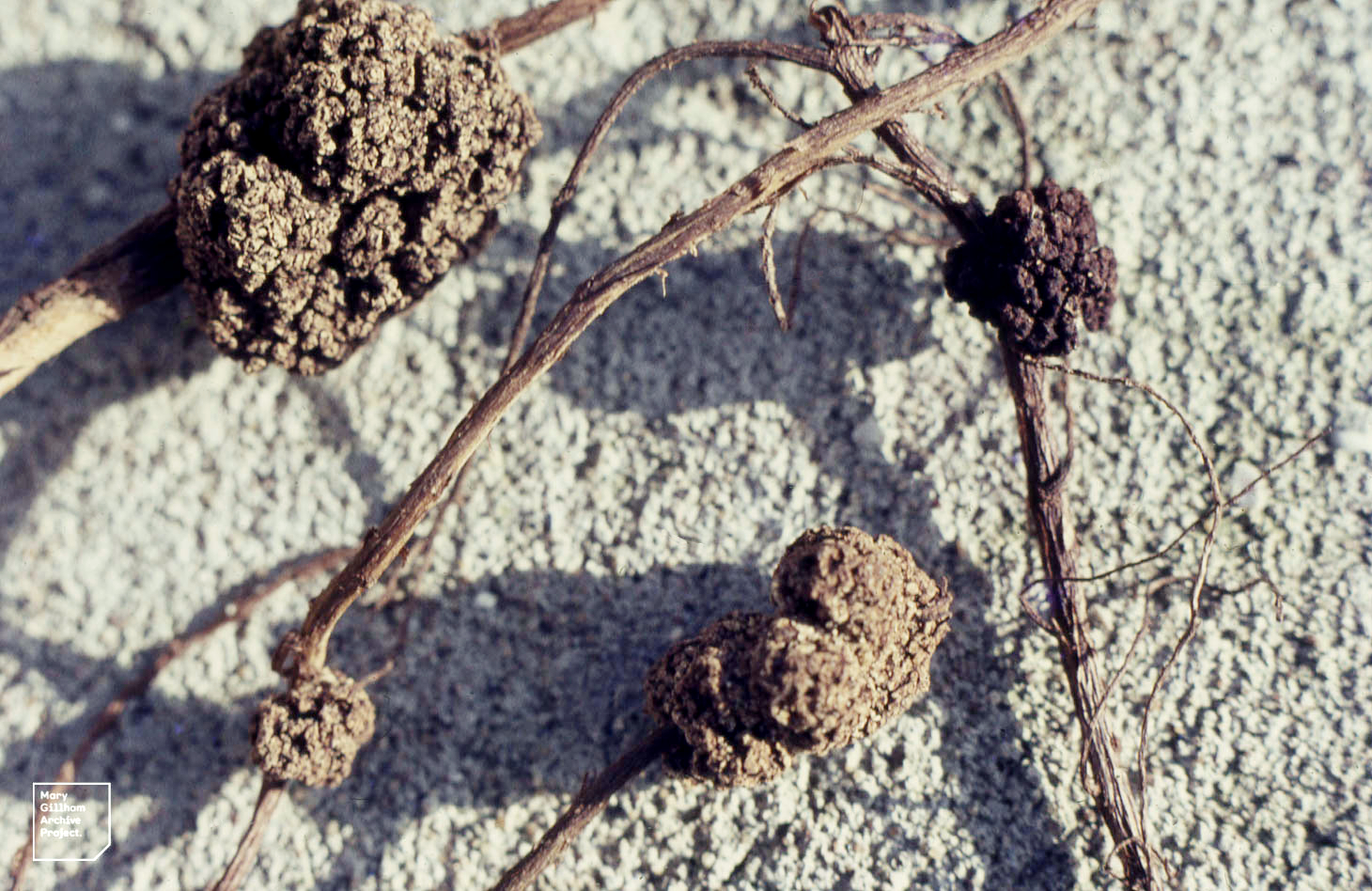
Brodawki korzeniowe rokitnika

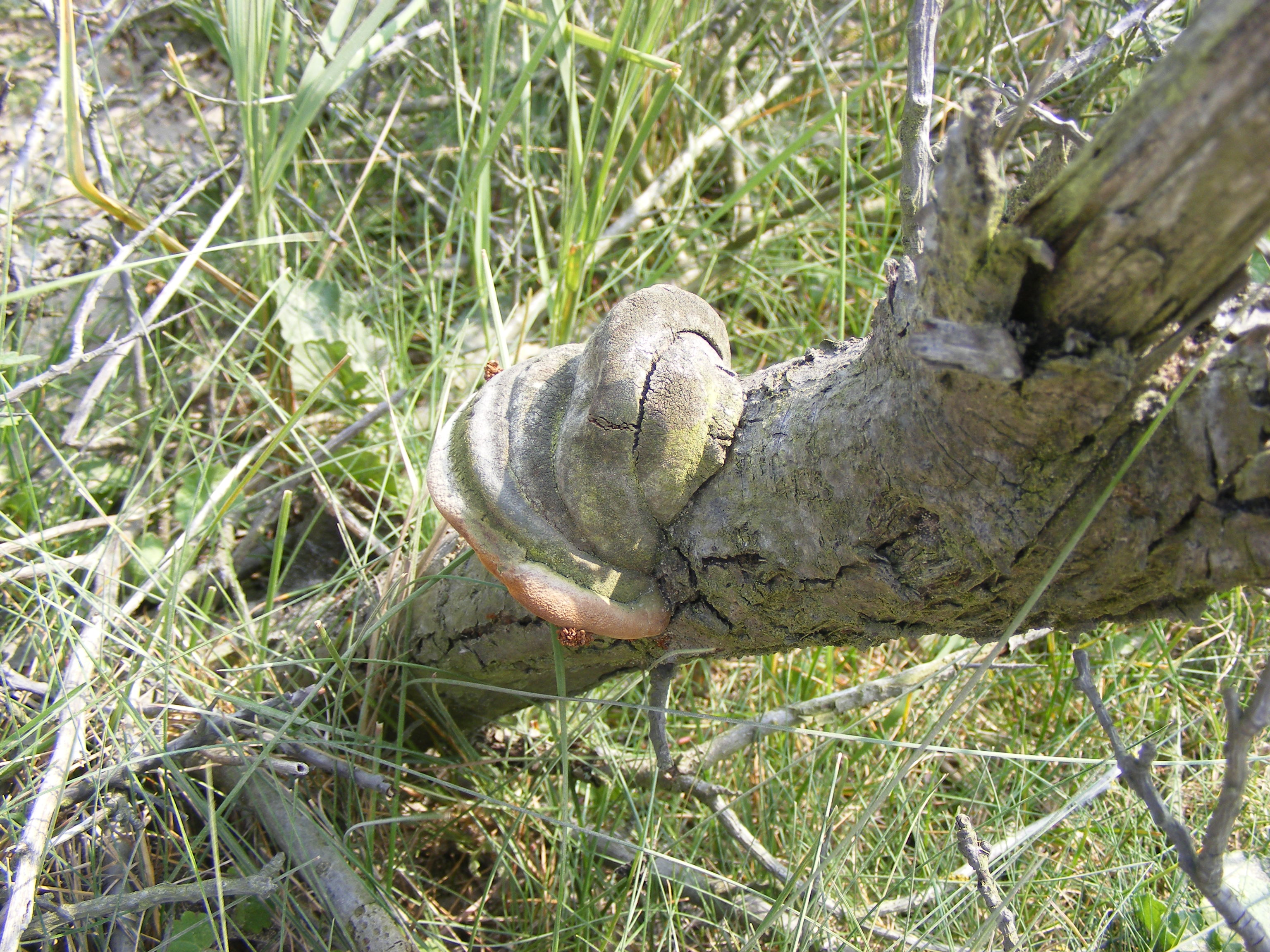
Guzoczyrka rokitnikowa

W klasyfikacji zbiorowisk roślinnych podgatunek Hippophae rhamnoides subsp. rhamnoides (≡maritima) jest gatunkiem charakterystycznym dla zarośli wybrzeży wydmowych All. Salicion arenarieae, w którym to związku rośnie w zespole Sailici arenariae-Hippophaetum rhamnoidis lub Hippophaetum rhamnoidis. Na obszarach górskich w Europie rośnie w zespołach Hippophao-Sambucetum nigrae i Hippophao-Berberietum.
Rokitnik tworzy na siedliskach nadmorskich zarośla, w których w warstwie krzewów jest zwykle dominantem. Zbiorowiska są zwykle dwu- lub trójwarstwowe – w drugim przypadku wśród wysokich krzewów rokitnika warstwę pośrednią w stosunku do runa tworzy wierzba piaskowa Salix repens subsp. arenaria i młode okazy rokitnika. Rokitnik jest silnie konkurencyjnym gatunkiem w stosunku do niższej wierzby piaskowej oraz do traw tworzących murawy wydmowe w miarę ekspansji powodując ich ustępowanie. W zbiorowiskach z rokitnikiem utrzymują się jednak gatunki typowe dla muraw wydmowych (głównie piaskownica zwyczajna Ammophila arenaria, wydmuchrzyca piaskowa Elymus arenarius, turzyca piaskowa Carex arenaria, szczotlicha siwa Corynephorus  canescens, bylica polna Artemisia campestris i jastrzębiec baldaszkowy Hieracium umbellatum), jak i wkraczają gatunki typowe dla zbiorowisk zaroślowo-leśnych. Charakterystyczny jest też częsty udział gatunków nitrofilnych, zwłaszcza pokrzywy zwyczajnej, co tłumaczone jest wiązaniem azotu przez bakterie brodawkowe związane z rokitnikiem. Ekspansja zarośli rokitnika na murawach typowych dla wydm nadmorskich skutkuje ogólnym zmniejszeniem zróżnicowania gatunkowego flory tych siedlisk, w tym zanikiem populacji gatunków rzadkich i zagrożonych, co na obszarach o istotnych walorach może wymagać podejmowania działań ograniczających nadmierne rozprzestrzenianie się tego gatunku.
Brodawki korzeniowe mogą u rokitnika osiągać wielkość gołębiego jaja, tj. ok. 3 cm długości i są żółte. Rozwijają się w nich symbiotyczne promieniowce z rodzaju Frankia. Wydajność wiązania azotu obliczona dla zarośli rokitnika we wschodniej Anglii wyniosła 179 kg/ha. Poza symbiozą z bakteriami korzenie rokitnika tworzą mykoryzę z grzybami, przy czym komponenty grzybowe w tej relacji są bardzo zróżnicowane w zależności od warunków klimatycznych i glebowych i obejmują gatunki z różnych grup systematycznych (workowce, podstawczaki i sprzężniaki). Grzyby mikoryzowe zwiększają odporność rokitnika na suszę i możliwości pozyskiwania substancji odżywczych z gleby.

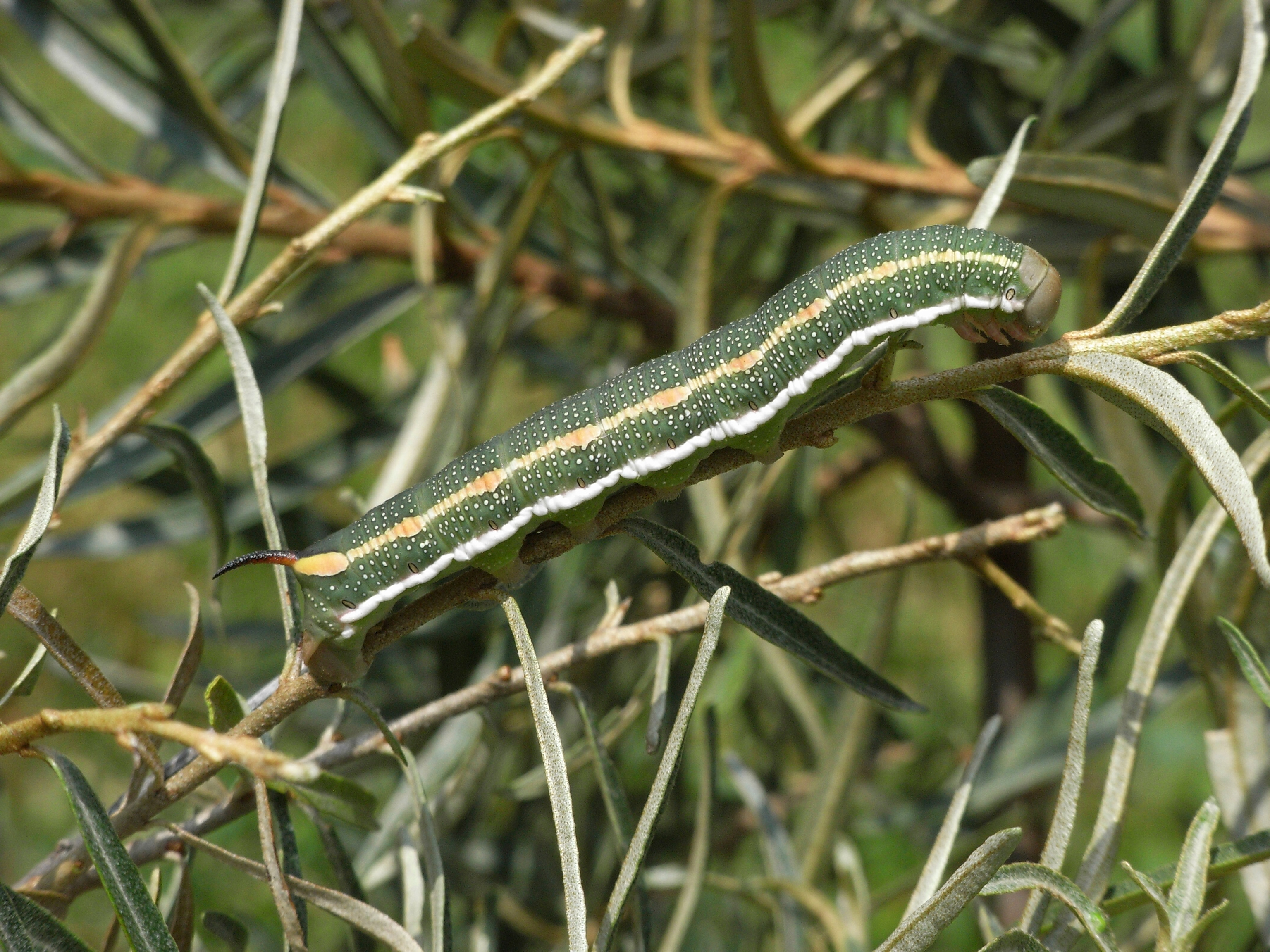
Gąsienica Hyles hippophaes na rokitniku

Ze względu na ciernie i garbniki liście i pędy rokitnika są rzadko zgryzane przez dużych roślinożerców. Owocami i siewkami rokitnika żywią się natomiast chętnie gryzonie (np. nornik bury i myszarka zaroślowa). Na pędach i liściach rokitnika żeruje miodówka Psylla hippophae, mszyca rokitnikowa Capitophorus hippophaes oraz muchówka nasionnica rokitnikowa Rhagoletis batava. Z motyli na rokitniku żerują gąsienice: skośnika rokitnikowego Gelechia hippophaella, barczatki pierścieniówki Malacosoma neustria, kuprówki rudnicy Euproctis chrysorrhoea i Hyles hippophaes. Z roztoczy z gatunkiem tym związany jest szpeciel Eriophyes hippophaenus. W owocach rozwijają się larwy muchówki Anomoia purmunda.
Z chorób grzybowych istotne znaczenie dla rokitnika mają zwłaszcza: zgorzel pnia (wywoływana przez guzoczyrkę (czyrenia) rokitnikową Fomitiporia hippophaëicola), parch rokitnikowy (wywoływany przez Stigmina hippophaes), czarny rak (powodowany przez Pyrenochaeta berberidis) oraz kolista nekroza pędów (której przyczyną jest Monochaetinula ampelophila). Poza tym na liściach rokitnika rozwijają się takie grzyby jak: Phyllactinia hippophaës, Phyllactinia suffulta, Didymosphaeria hippophaes, Discostroma fuscellum, Rosellinia hippophaes, Mycosphaerella maculiformis, Hymenopleella hippophaeicola, Trochila perexigua, Septoria hippophaes (wszystko workowce). Liczne gatunki rozwijają się na pędach, drewnie, czy nawet cierniach (w tym ostatnim wypadku tylko Sphaerella spinicola). Wśród rozwijających się na zdrewniałych pędach rokitnika, tylko do nazwanych od tego gatunku grzybów należą: Cytospora hippophaes, Myxosporium hippophaes, Diplodia hippophaearum, Dothidea hippophaes, Hymenopleella hippophaes, Hymenopleella hippophaeicola.
Rozwój rokitnika może być hamowany przez nicienie glebowe.
Gęste, cierniste zarośla rokitnika są ważnym miejscem gniazdowania, schronienia i żerowania dla wielu ptaków, tylko w Europie Środkowej – 42 gatunków, m.in. jarzębatki Curruca nisoria i gąsiorka Lanius collurio. Istotną rolę w rozprzestrzenianiu rokitnika odgrywają żywiące się całymi owocami: kwiczoł Turdus pilaris, kos Turdus merula, paszkot Turdus viscivorus, orzechówka zwyczajna Nucifraga caryocatactes i jemiołuszka Bombycilla garrulus.

## Zagrożenia i ochrona
W skali globalnej gatunek uznawany jest za niezagrożony.
Jako gatunek pionierski gatunek związany jest z siedliskami silnie przekształcanymi i dynamicznymi – klifami i wydmami. Lokalnie jednak stanowiska mogą być niszczone w wyniku silnej erozji wybrzeża i czynnik ten bywa wskazywany jako zagrożenie. Kluczowy problem dla zachowania siedlisk gatunku stanowią introdukowane do nich gatunki obce zajmujące tę samą niszę ekologiczną i wypierające rokitnika – w Polsce są to przede wszystkim: róża pomarszczona Rosa rugosa, wierzba ostrolistna Salix acutifolia i wierzba wawrzynkowa Salix daphnoides. Jako gatunek światłolubny rokitnik ustępuje z powodu zacienienia stanowisk w przypadku wkraczania roślinności leśnej i zalesiania wydm. Wkraczające na stanowiska rokitnika gatunki ekspansywne drzew, zwłaszcza sosny zwyczajnej Pinus sylvestris, topoli osiki Populus tremula oraz brzozy brodawkowatej Betula pendula zaleca się usuwać w ramach zabiegów ochrony czynnej. Innymi zagrożeniami gatunku jest rozproszenie stanowisk i jego niewielkie zasoby w poszczególnych lokalizacjach oraz lokalnie silna presja turystyczna. Z drugiej strony podkreśla się, że silne i rozległe zarośla rokitnika pełnią istotną funkcję ochronną dla wydm uniemożliwiając ich penetrację i degradację przez turystów, a poza tym penetrowanie wydm i osuwanie piasku może ograniczać rozwój roślin konkurencyjnych dla rokitnika, tworząc warunki mu sprzyjające. Niektóre stanowiska gatunku ulegają zniszczeniu w wyniku kolizji z działalnością inwestycyjną np. eksploatacją kredy, a zwłaszcza rozbudową na wybrzeżu infrastruktury mieszkaniowej i turystycznej.
Zarośla rokitnika na wybrzeżach wydmowych stanowią w Unii Europejskiej siedlisko przyrodnicze 2160 stanowiące przedmiot ochrony w obszarach Natura 2000. Zarośla tworzone przez ten gatunek na klifach chronione są z kolei jako siedlisko 1230. Za wymagające ochrony uznawane są zbiorowiska z rokitnikiem niezależnie od ich genezy – zarówno naturalne, jak i pochodzące z nasadzeń. 
Rokitnik zwyczajny od 1983 roku objęty jest w Polsce ochroną gatunkową. Początkowo podlegał ochronie ścisłej na podstawie rozporządzeń wydawanych kolejno w latach: 1983, 1995, 2001, 2004 i 2012. Od 2014 roku znajduje się pod ochroną częściową.
Ze względu na duże znaczenie użytkowe gatunku istotna jest ochrona jego różnorodności, przy czym za strategicznie najistotniejsze uznaje się zachowanie ogromnej różnorodności azjatyckich populacji i podgatunków rokitnika, co jest tym ważniejsze, że ich areały są tam często niewielkie.
Gatunek znajduje się w kolekcjach co najmniej 277 ogrodów botanicznych, arboretów i banków nasion (stan z roku 2021).

## Znaczenie użytkowe

### Nasadzenia biotechniczne
Rokitnik jest sadzony na wydmach i skarpach wzdłuż brzegu morskiego w celu ich umacniania i ochrony przed erozją, poza tym w formie pasów zarośli wiatrochronnych i dla ochrony terenów przed nawiewaniem piasków. Nasadzenia biotechniczne na wielu wybrzeżach odpowiadają w istotnym stopniu za współczesne rozprzestrzenienie gatunku, przy czym nasadzenia szybko dziczeją, tj. nabierają formy dzikich zarośli i szybko stają się trudne do odróżnienia od naturalnych stanowisk. W podobnej roli ochronnej rokitnik sadzony jest także na stromych skarpach wewnątrz lądu, zwłaszcza na skarpach wzdłuż dróg i linii kolejowych. Ze względu na ogromną tolerancję względem gleby, w tym na jej zanieczyszczenie, gatunek stosowany jest do rekultywacji terenów poprzemysłowych i pokopalnianych. Stosowany jest m.in. na dużą skalę we wschodnich Niemczech do rekultywacji terenów po odkrywkowych kopalniach węgla brunatnego i na zwałowiskach kopalni w Bełchatowie. Ceniony jest zwłaszcza na terenach o zniszczonej glebie lub pozbawionych gleby, a przewidzianych docelowo do zalesienia – w takich miejscach wzbogaca podłoże w związki azotu i warstwę próchniczną, po czym jako gatunek światłożądny łatwo ustępuje miejsca wkraczającym lub podsadzanym gatunkom lasotwórczym. Gatunek sadzony był wraz z innymi ciernistymi krzewami na stokach twierdz i umocnień wojskowych.
Rokitnik sadzony jest też na terenach zagrożonych pustynnieniem, dla poprawy warunków mikroklimatycznych. W celu przeciwdziałania efektom zmian klimatu w Indiach rozpoczęto w 2010 roku sadzenie rokitnika na milionie ha w rejonie Himalajów. W Chinach z powodzeniem gatunek rozprzestrzeniano rozsiewając nasiona rokitnika z samolotów. Na dużą skalę introdukowany został w Kanadzie, gdzie od lat 90. sadzono rokitnika co roku na ok. 100 km pasów wiatrochronnych w obszarze prerii.

### Roślina ozdobna

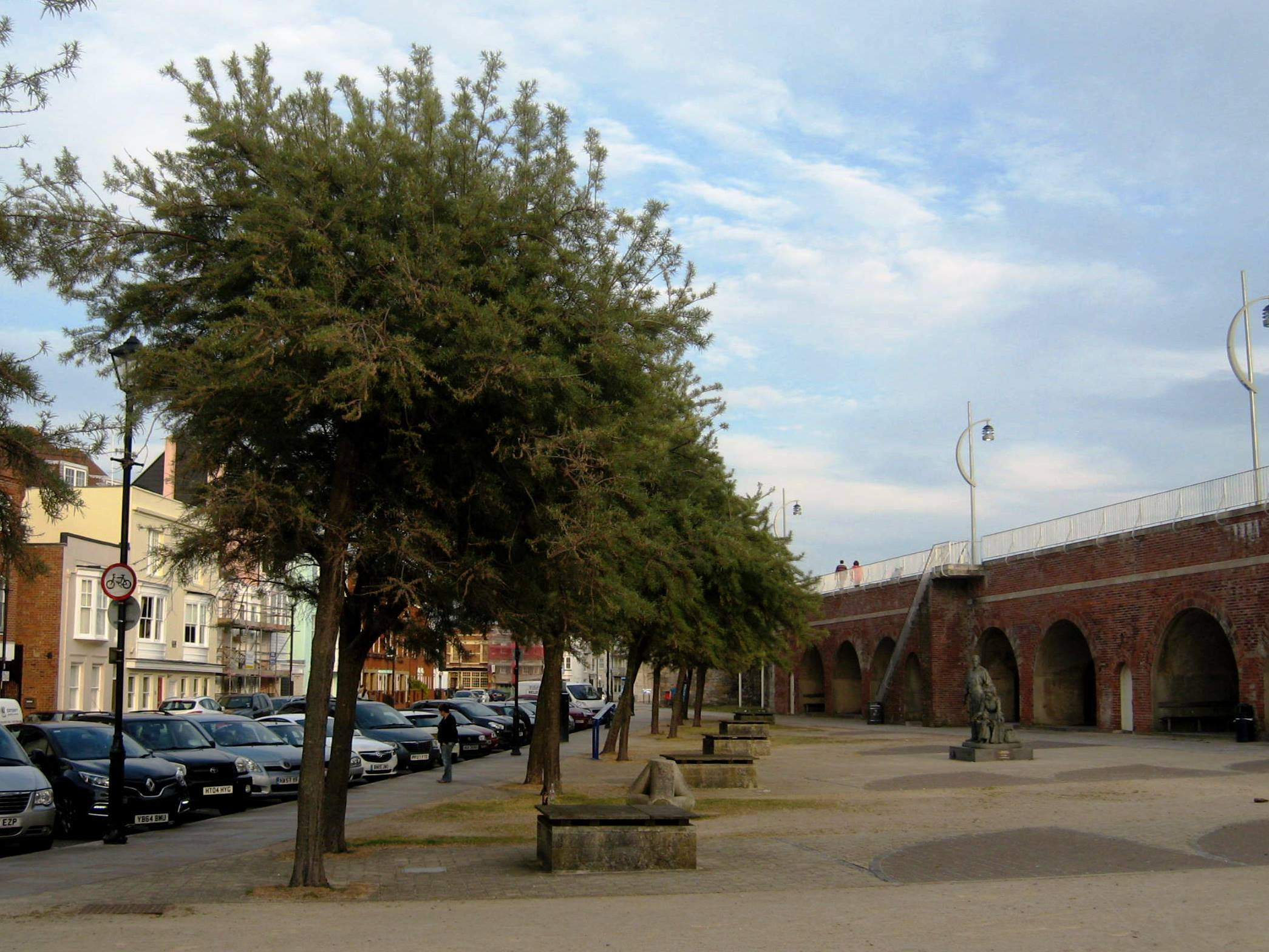
Rokitniki w formie drzewiastej w Portsmouth

Walorem ozdobnym rokitnika są barwne owoce, srebrzyste liście i małe wymagania oraz odporność na zanieczyszczenia. Spopularyzowany został w Europie jako roślina ozdobna w końcu XVIII wieku. Ze względu na silny rozrost nadaje się na swobodne, niestrzyżone żywopłoty (źle znosi silne cięcie). Zalecany jest do nasadzeń w zieleni przydrożnej (niecięte, zaroślowe szpalery) oraz do zieleni osiedlowej, miejskiej i parkowej.

### Roślina lecznicza i kosmetyczna

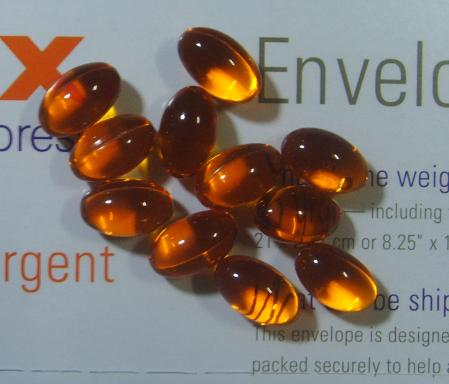
Olej rokitnikowy w kapsułkach

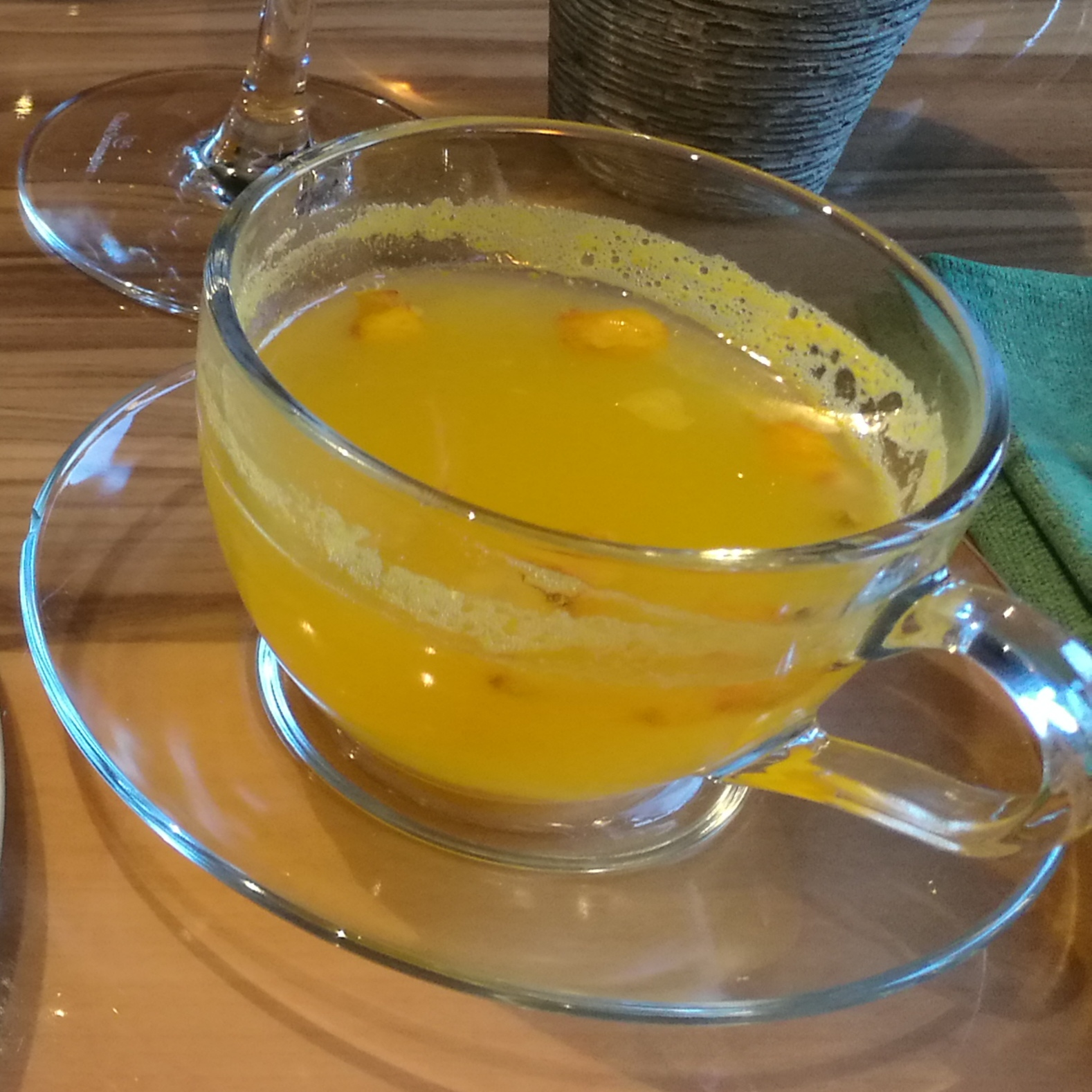
Napar z rokitnika

HistoriaRokitnik jest rośliną leczniczą stosowaną od dawna w lecznictwie tradycyjnym i ludowym, zwłaszcza w Mongolii i Tybecie. Jako roślina jadalna i lecznicza opisany został w podręczniku medycyny tybetańskiej rGyud bzhi z VIII wieku. Na Syberii liście i młode pędy wykorzystywano jako lek przeciwbiegunkowy. Odwary z owoców stosowano do leczenia chorób żołądka, a z pędów i liści stosowano w Mongolii przy chorobach wrzodowych i stanach zapalnych jelit. Odwar z samych nasion stosowano jako środek przeczyszczający. Odwarem z owoców i liści leczono choroby reumatyczne i dnę moczanową. Roślina w szerokim zakresie stosowana była leczniczo w Tybecie – głównie do leczenia chorób wrzodowych, skóry i ran, układu sercowo-naczyniowego. Rokitnik często utożsamiany jest z kłującą rośliną wykorzystywaną do leczenia ludzi i zwierząt także w Starożytnej Grecji (stąd pochodzi też nazwa rodzajowa nadana rokitnikowi przez Linneusza), przy czym jednak według części źródeł Grecy pod tą nazwą opisywali jednak inną roślinę.
Surowiec zielarskiOlej rokitnikowy Oleum hippophae, owoce Fructus hippophaeas (stosowane w formie rozmaitych przetworów, przy czym na potrzeby przemysłu farmaceutycznego zwykle w postaci suszonej), kora Cortex hippophaeas i liście (służące do wyrobu ekstraktów, naparów i kosmetyków).
DziałanieOlej rokitnikowy stosowany jest jako środek gojący w przypadku uszkodzeń skóry (w tym oparzeń, odmrożeń, odleżyn i wyprysków) i błon śluzowych (także przy chorobie wrzodowej i przy stanach zapalnych pochwy i szyjki macicy). Zalecany jest przy niedoborach witaminy A. Owoce ze względu na obfity udział substancji czynnych stosowane są w lecznictwie jako zamiennik tranu, w farmaceutyce służą jako surowiec do wyrobu koncentratów witaminowych. Stosowane są zapobiegawczo w celu wzmocnienia organizmu w okresach zapadalności na infekcje, w czasie rekonwalescencji i okresach wyczerpania, przy często nawracającym nieżycie nosa. Spożywanie owoców wzmacniać ma układ krążenia, system nerwowy, spowalniać procesy starzenia organizmu, sprzyja obniżeniu poziomu cholesterolu we krwi i zmniejsza ryzyko powstawania nowotworów. Ze względu na dużą zawartość tanin kora rokitnika stosowana jest przeciw obrzękom.
Działanie antyoksydacyjne ma zawarty w dużych stężeniach w całej roślinie kwas askorbinowy (witamina C) oraz karotenoidy, polifenole, flawonoidy, tokoferole, alkaloidy, chlorofile, sterole i taniny. Ograniczając utlenianie zapobiegają mutacjom i w konsekwencji uznawane są za środek prewencyjny w zapobieganiu nowotworom. Flawonoidy i nienasycone kwasy tłuszczowe działają korzystnie na układ sercowo-naczyniowy i zapobiegają chorobom serca. W badaniach na szczurach dowiedziono korzystnego oddziaływania flawonoidów z rokitnika w przypadku nadciśnienia, hiperinsulinemii i hyperlipidemii, co tłumaczone jest zmniejszaniem stężenia glukozy we krwi, absorpcją wolnych rodników, zmniejszaniem podatności lipoprotein na utlenianie. Dieta z udziałem rokitnika sprzyja redukcji cholesterolu całkowitego, triacylogliceroli i LDL, podnosi zaś poziom HDL.
Składniki fenolowe rokitnika wykazują działanie antybakteryjne i przeciwwirusowe, działają antyseptycznie zarówno na bakterie Gram-ujemne, jak i Gram-dodatnie. Do czynników aktywnych należy zwłaszcza wyizolowany z rokitnika związek – hiporamina, działająca także przeciwwirusowo. Olej rokitnikowy wykazuje silne działanie ograniczające rozwój pałeczki okrężnicy Escherichia coli. Ekstrakt z rokitnika inhibuje neuraminidazę obecną m.in. w wirusach grypy. Opublikowano też doniesienia o działaniu przeciwwirusowym (w badaniach na kulturach komórkowych) w odniesieniu do HIV i wirusa wywołującego dengę.
Tradycyjne zastosowanie rokitnika w leczeniu choroby wrzodowej i stanów zapalnych skóry i błon śluzowych oraz wszelkich uszkodzeń skóry tłumaczone jest działaniem czynników przeciwzapalnych i korzystnym oddziaływaniem kwasu palmitynowego na procesy gojenia skóry. Ekstrakt heksanowy rokitnika działa korzystnie przeciwdziałając takim czynnikom sprzyjającym chorobom wrzodowym jak indometacyna, stres i etanol (działanie przeciwwrzodowe udokumentowano także w przypadku koni po włączeniu do ich diety rokitnika). Potwierdzono w badaniach skuteczność kremów z olejem rokitnikowym stosowanych przy zaburzeniach pigmentacji, ostudzie, suchej, rogowaciejącej skórze i powracających dermatozach.
Działanie przeciwpłytkowe i zakrzepowe wiązane jest z oddziaływaniem flawonoidów, β-sitosterolu i kwasów tłuszczowych prawdopodobnie ograniczających aktywność kinaz tyrozynowych.
Działanie hepatoochronne mają zawarte w rokitniku nienasycone kwasy tłuszczowe, β-karoten i α-tokoferol. Flawonoidy chronią także przed stłuszczeniem wątroby.
Olej rokitnikowy stosowany jest też ochronnie w stosunku do nabłonka przewodu pokarmowego w popromiennej terapii nowotworowej i pomocniczo przy radioterapii po nowotworze krtani. W celu ochrony przed promieniowaniem kosmicznym rosyjscy kosmonauci mają rokitnika w diecie i stosują kremy z jego olejem. Stosowany jest także w przypadkach uszkodzenia skóry przez promieniowanie rentgenowskie.
W kosmetologii stosuje się maseczki kosmetyczne oraz kremy/żele z owoców lub ekstraktów owoców, które poprawiać mają wygląd cery, opóźniać jej starzenie się, zmniejszać przebarwienia, redukować zmarszczki, odżywiać, nawilżać i odmładzać skórę. Ze względu na zawartość olejów i witamin owoce rokitnika stosowane są przy wyrobie także szamponów, balsamów i pomadek do ust. Odwar z owoców i pędów stosowany jest wewnętrznie i zewnętrznie w przypadku wypadania włosów i łysienia. Olej rokitnikowy smarowany na skórze chronić ma przed oparzeniami słonecznymi, podobnie przyjmowany doustnie w okresie dwóch tygodni poprzedzających ekspozycję na słońce (ze względu na zawartość karotenoidów).
PrzeciwwskazaniaZe względu na zawartość olejów owoce rokitnika nie powinny być spożywane i stosowane przez osoby nadwrażliwe na tłuszcze. Nie mogą być też przyjmowane przy ostrych zapaleniach trzustki, wątroby i pęcherzyka żółciowego.

### Roślina jadalna i paszowa

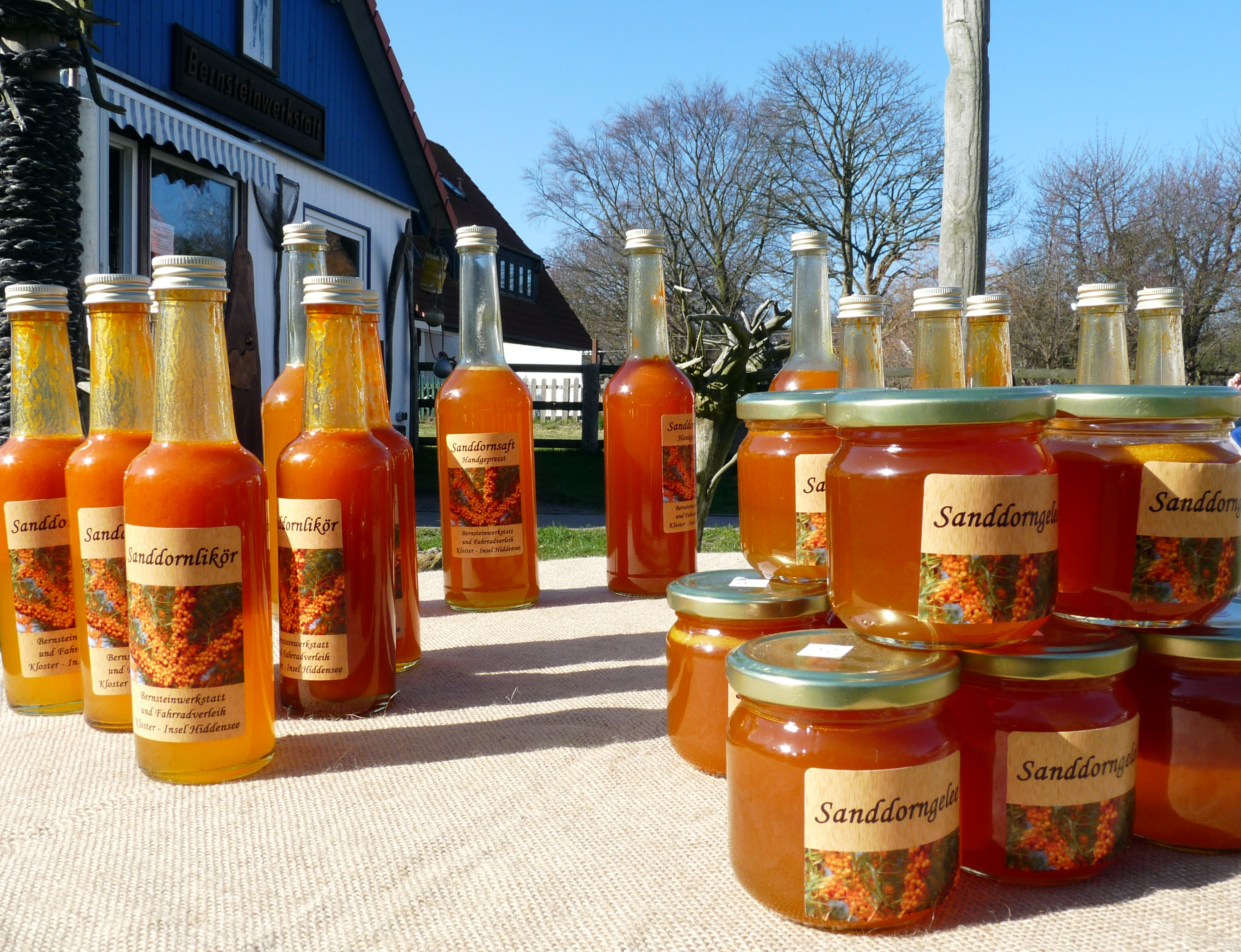
Produkty spożywcze z owoców rokitnika

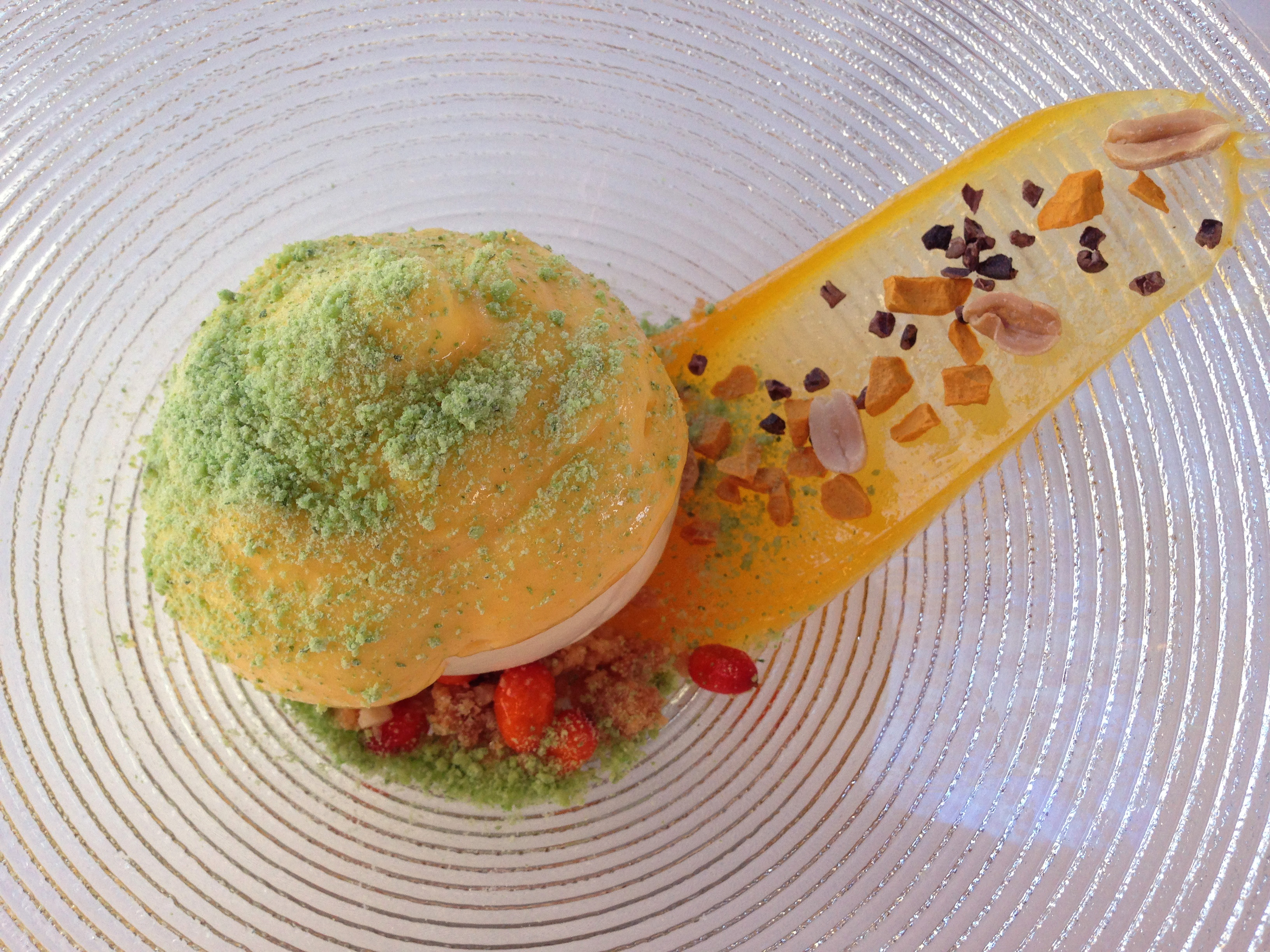
Deser z owoców rokitnika

Owoce są jadalne i bywają spożywane na surowo. Robi się z nich, popularne zwłaszcza na Syberii, ale współcześnie spożywane także w pozostałej części Azji, w Europie i Ameryce Północnej dżemy, soki, przeciery, kisiele i galaretki, wina, nalewki i likiery. Dawniej na dużej części zasięgu rokitnika jego owoce były spożywane tylko w okresach głodu lub przez dzieci. W Polsce silnie kwaśne i z gorzkawym posmakiem owoce były często uważane za niejadalne lub wręcz posądzano je o szkodliwość dla zdrowia. Często też woń owoców określana jest jako trudna do zniesienia. Charakterystyczny zapach przestaje być jednak odczuwalny w przypadku stosowania rokitnika jako dodatku do innych owoców i po przetworzeniu. Smak przetworów z rokitnika określany jest jako przyjemnie kwaskowaty.
Owoce konserwowane są w cukrze w proporcji 1:1 lub z większym (do proporcji 1:2) udziałem cukru, po uprzednim przetarciu przez sito w celu oddzielenia od pestek. W przypadku wyciskania z nich soku – uzyskuje się go z wydajnością 60–85% w stosunku do masy owoców. Dla uniknięcia wytrącania się frakcji tłuszczowej jest ona oddzielana od reszty soku poprzez odwirowanie. Soki i przetwory kierowane do oferty handlowej są pasteryzowane. Przechowywanie w niskich temperaturach (ok. 4 °C) i w ciemności pozwala przedłużyć trwałość produktów i zapobiec ich brązowieniu. W przetwórstwie spożywczym ceniona jest właściwość łatwego galaretowacenia przetworów rokitnika. Jego sok stosowany jest często jako przyprawa do sporządzania napojów owocowych i zwykle spożywany jest w mieszankach. Wino z rokitnika łatwo się klaruje, ma złocisty kolor i przyjemny aromat, odmienny od surowca wyjściowego.
Przetwory z rokitnika stosowane są we wschodniej Europie jako dodatek przy spożywaniu sera. W Europie Zachodniej i Północnej rokitnik dodawany był jako przyprawa do zup rybnych, we Francji z owoców sporządza się sos do dań rybnych i mięsa. W Finlandii owoce dodawane są do ostrej przyprawy stosowanej do dań mięsnych. Mus z przetartych owoców (czasem mieszany z dodatkiem miodu i cukru waniliowego), stosowany jest jako dodatek do herbaty. Przetwory rokitnika smakują dobrze z przetworami mlecznymi. Z musu owocowego przyrządza się także lassi rokitnikowe (napój na bazie starannie wymieszanej w równych proporcjach wody i jogurtu). W Anglii z owoców robi się powidła. Zaleca się stosowanie soku rokitnika do zakwaszania potraw w zastępstwie soku z cytryny i octu, jako bardziej wartościowego ze względu na skład. Przetwory z tego gatunku stosowane są także jako dodatek do ciast, a same owoce dodawane są do sałatek owocowych.
Ze względu na znaczny udział substancji biologicznie aktywnych (witamin, nienasyconych kwasów tłuszczowych, składników mineralnych i zwłaszcza substancji przeciwutleniających) owoce rokitnika i przetwory z nich uznawane są za żywność funkcjonalną czy też superfood.
Poza owocami i ich przetworami popularność, zwłaszcza w Rosji i Chinach, zyskuje herbata z liści rokitnika o delikatnym smaku i aromacie. 
Rokitnik uznawany jest także za cenną roślinę pokarmową dla zwierząt hodowlanych. Karmione są one liśćmi rokitnika, batonami z jego nasion i owocami oraz pulpą owocową po produkcji soku i przetworów. W przypadku drobiu karmionego rokitnikiem zarejestrowano zwiększenie produkcji jaj i masy ciała.

### Inne zastosowania
- Drewno rokitnika jest twarde, ma drobne słoje i żółtawą barwę[17]. Jest też bardzo trwałe[75]. Używane jest jako surowiec w tokarstwie[17][24][75] i do drobnych prac stolarskich[75].
- Drewno rokitnika wykorzystuje się także jako opał i do wyrobu węgla drzewnego[75]. Z 6-letniej plantacji rokitnika po wycince uzyskano 6,3 t drewna z 1 ha[10].
- Z pędów, korzeni i liści uzyskuje się barwnik żółty[17][75], poza tym z pędów i młodych liści w zaprawie żelazowej uzyskać można barwnik szary[43] do czarnobrązowego[75]. Także sok owoców jest plamiący i może być używany do barwienia[16]. Żółty barwnik pozyskuje się także z pozostałości owoców po produkcji soku i przetworów[42].
- Z popiołu rokitnika wyrabia się potaż[17].
- Obfitujące w garbniki liście i kora stosowane mogą być do garbowania skór[46].
- W średniowieczu cierniste gałązki rokitnika umieszczano w oknach i drzwiach domostw dla ochrony ich wnętrz przed urokami i złymi duchami[52].

## Uprawa
Rokitnik uprawiany jest na skalę towarową głównie w Azji w Chinach, Mongolii i Rosji. W krajach azjatyckich gatunek ten uznawany jest za roślinę sadowniczą. Na większą skalę zaczął być uprawiany w Rosji w latach 40. XX wieku i tam też rozwinęło się jego przetwórstwo. Współcześnie głównym ośrodkiem produkcji i przetwórstwa stały się Chiny, gdzie uprawy tego gatunku zaczęto popularyzować w latach 80. XX wieku. Na początku XXI wieku powierzchnia upraw rokitnika zajmowała ok. 0,5 miliona ha w skali świata i rosła. W 2013 tylko w Chinach gatunek uprawiany był już na 1,5 mln ha. Na mniejszą skalę uprawiany jest w Europie w krajach nadbałtyckich – od Niemiec, przez Polskę (w 2015 plantacje towarowe zajmowały ok. 100 ha), Estonię po Finlandię. W XXI wieku wprowadzany zaczął być do upraw w USA, Kanadzie, Boliwii, Chile, Korei Południowej i Japonii. 
W wyniku hodowli uzyskano liczne odmiany (w pierwszej dekadzie XXI wieku znanych ich było według różnych źródeł ok. 100 lub 150) cechujące się brakiem lub mniejszą ilością i wielkością cierni, wytwarzaniem większych owoców (osiągających ponad 0,8 g) i bardzo plennych (pozwalających na zbiór nawet ponad 25 kg owoców z jednej rośliny), odpornych na susze, patogeny i dostosowanych do różnych warunków klimatycznych. Uzyskano także odmiany o owocach zmodyfikowanych tak, że po oderwaniu z szypułki, nie wycieka z nich miąższ (blizna jest sucha) i o zmienionym składzie chemicznym (z większym udziałem olejów, karotenoidów, witaminy C i cukrów, tych ostatnich nawet 8-krotnie liczniejszych od kwasów). Do głównych ośrodków hodowli, gdzie powstaje najwięcej odmian, zaliczana jest Rosja, dawniej Niemcy, współcześnie głównie Chiny, a poza tym Ukraina, Białoruś, Finlandia, Azerbejdżan. Pierwsze prace hodowlane rozpoczęto w 1913 roku w Niemczech i tam wyhodowano najstarsze odmiany ('Askola', 'Dorana', 'Frugana', 'Hergo', 'Leikora'). W Rosji pierwsze odmiany zarejestrowano w 1964, ale też prace hodowlane prowadzono od drugiej dekady XX wieku. Początkowo hodowla polegała na pozyskiwaniu z natury okazów wyróżniających się pożądanymi cechami, później na selekcji wśród roślin uprawianych, przy czym z czasem zaczęto stymulować powstawanie mutacji poprzez oddziaływanie na rośliny czynników mutagennych i wdrożono analizy genomu poprzez stosowanie licznych markerów DNA.
Średnie plony owoców uzyskiwane z 1 ha upraw wynoszą ok. 10 ton, ale maksymalne nawet ponad 30 ton (owoce zbierane z natury dostarczają plon w ilości do 1,5 t z hektara). Ze względu na niewrażliwość na przymrozki rokitnik plonuje regularnie. Z uwagi na spadającą z wiekiem rokitnika produktywność sady z tym gatunkiem zakładane są na ok. 10–15 lat.

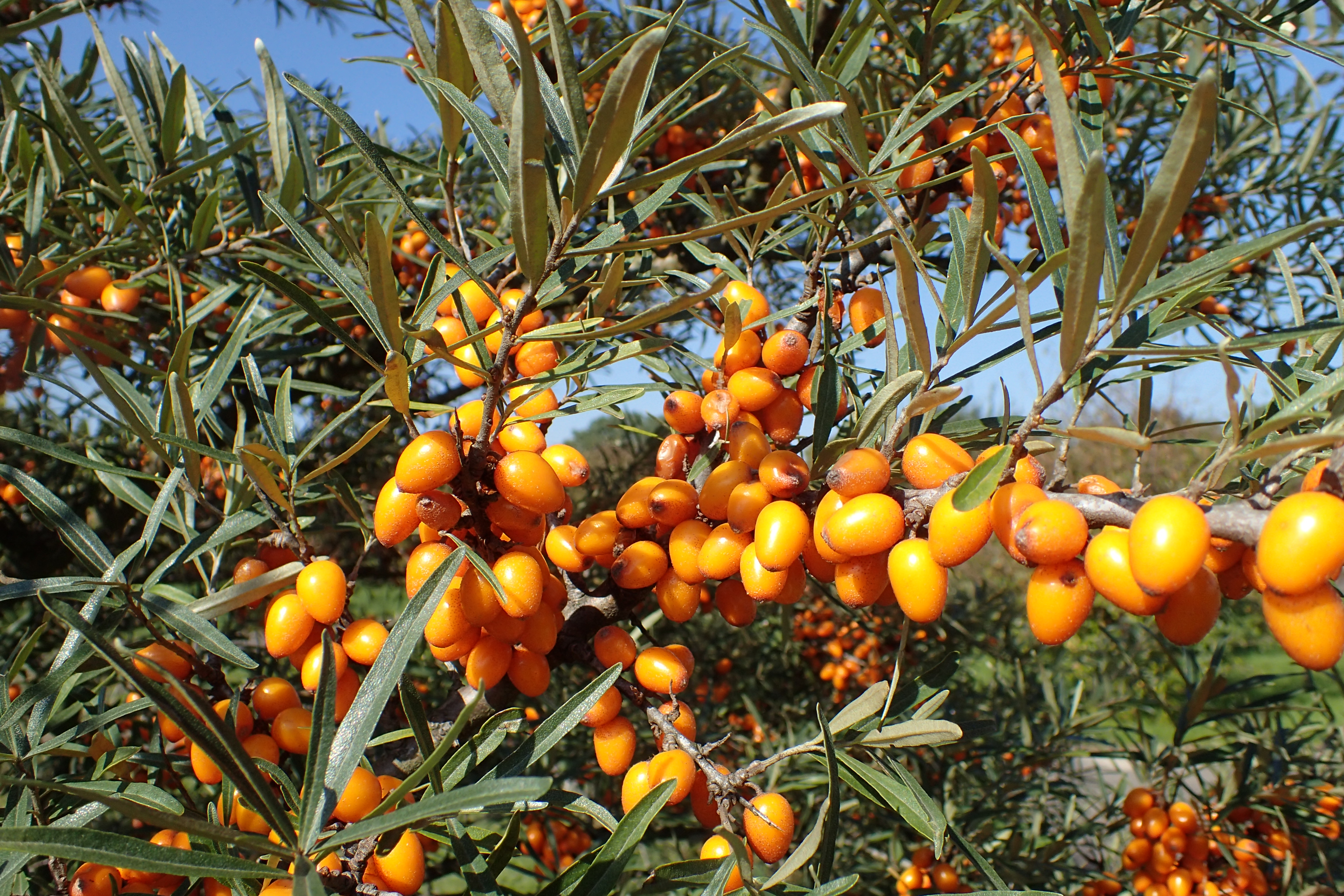
'Askola'
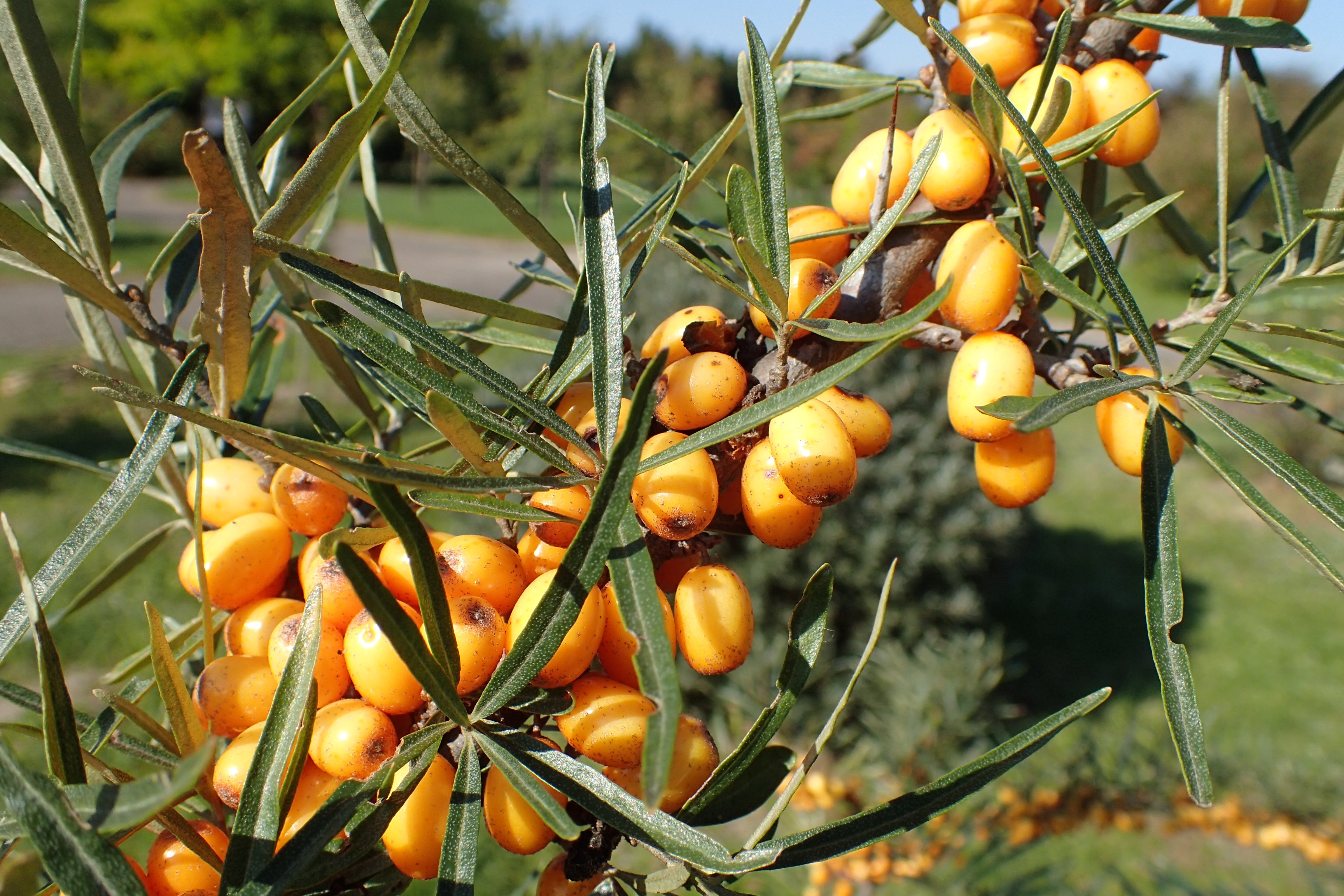
'Hergo'
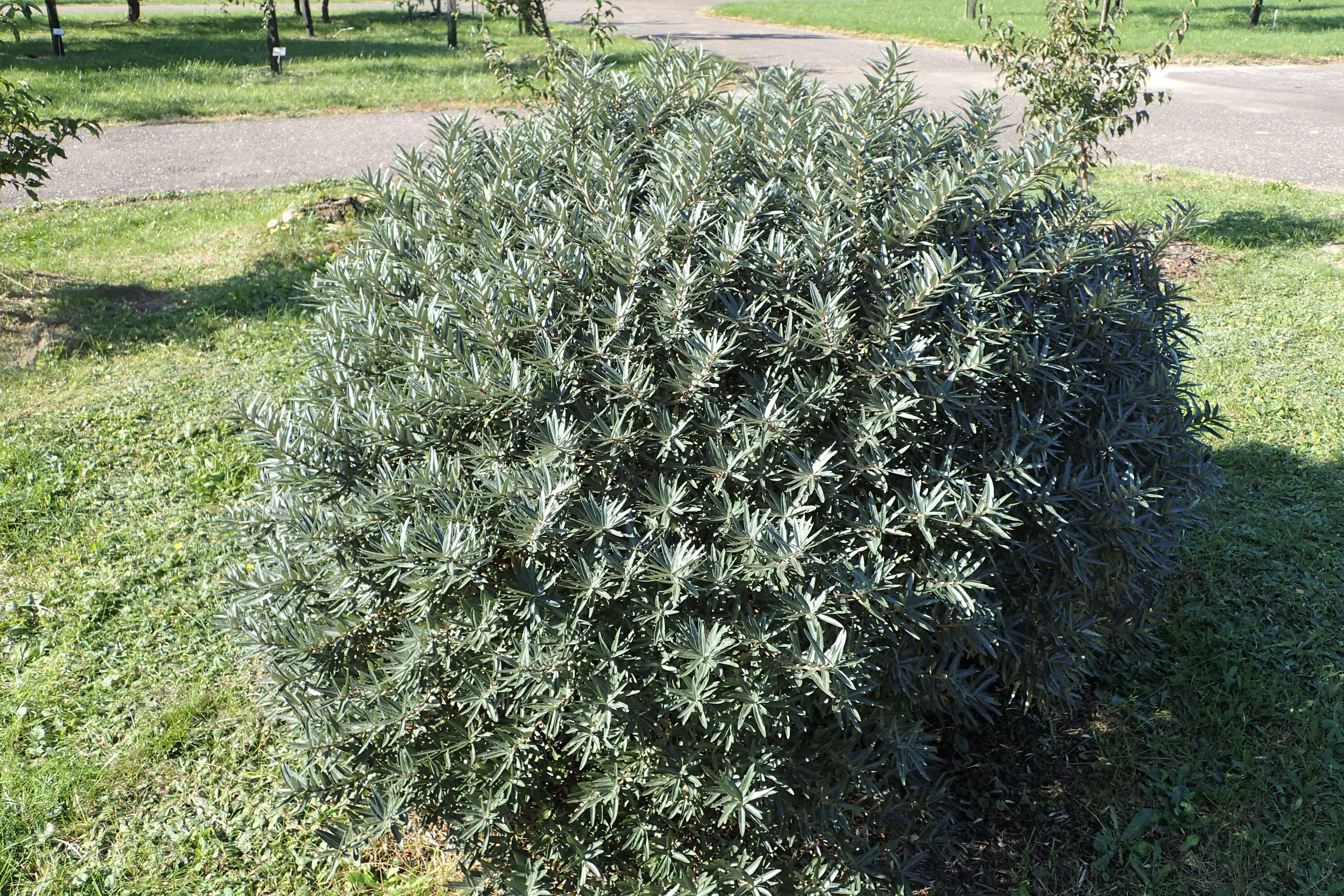
'Hikul'

WymaganiaRokitnik najlepiej rośnie na glebach lekkich i przewiewnych o odczynie od 5,1 do 7,8 i dużej wilgotności, optymalnie z poziomem wód gruntowych nie głębszym niż 0,5 m (aczkolwiek stagnowanie wód na powierzchni szkodzi uprawom i zdaniem niektórych autorów optymalny poziom wód gruntowych to 1 m). Na obszarach o opadach mniejszych niż 400 mm rocznie wymaga nawadniania. Do upraw towarowych najlepsze są tereny płaskie lub o łagodnych skłonach, z glebą zasobną. W nasadzeniach biotechnicznych i ozdobnych radzi sobie także na słabych glebach, może być sadzony także na stromych skarpach (także gliniastych), na terenach poprzemysłowych i na młodych osiedlach (z silnie przekształconą glebą). Dobrze znosi zanieczyszczenia powietrza i lekkie zasolenie gleby, stąd nadaje się do nasadzeń miejskich. Nie toleruje zacienienia. Zauważalną poprawę plonowania w przypadku uprawy dla owoców uzyskano w wyniku nawożenia nawozami fosforowymi.
RozmnażanieGatunek rozmnażany może być z nasion zbieranych pod koniec zimy i od razu wysiewanych, ewentualnie pozyskiwanych zaraz po dojrzeniu – w sierpniu i wrześniu. Przed wysianiem nasiona należy oczyścić z owocu i podsuszyć. W przypadku przechowania nasion przez zimę wymagają one przed siewem 2–3-miesięcznej stratyfikacji. Nasiona przechowywane w stanie suchym przed wysiewem powinny być potraktowane wrzątkiem lub powinny być namaczane przez 48 godzin. Najlepiej kiełkują nasiona umieszczone na głębokości 1–2 cm. Rokitnik łatwo też może być rozmnażany wegetatywnie, a tylko tak rozmnażane są rośliny odmianowe. Wykonuje się to za pomocą sadzonek pędowych, korzeniowych i przez odrosty. Sadzonki zielne pozyskuje się latem, najlepiej ukorzeniają się zaprawione pudrem talkowym kwasu indolilomasłowego. Sadzonki korzeniowe pozyskuje się wiosną. Możliwe jest też rozmnażanie z sadzonek zdrewniałych pozyskiwanych późną jesienią. Na miejsca docelowe upraw sadzi się rośliny młode (optymalnie nie starsze niż dwuletnie), przenosząc je z bryłą ziemi – starsze źle znoszą przesadzanie. Sadzonki sadzi się pionowo, zagłębiając ich szyję korzeniową na 7–15 cm w gruncie. W uprawach towarowych zaleca się rozstaw 4 m × 2 m (1250 roślin na 1 ha). Między roślinami żeńskimi sadzi się okazy męskie z udziałem 7–8% (według innych źródeł 1 okaz męski na 8 lub 9 krzewów żeńskich), a przy wykorzystaniu wydajnych odmian męskich ich udział można zmniejszyć do 4–5% (ich udział można też zmniejszyć na większych areałach uprawy). Sadzonki sadzi się w drugiej połowie października lub wczesną wiosną.
PielęgnacjaZe względu na płytki system korzeniowy zalecane jest odchwaszczanie miejsc uprawy rokitnika, przy czym z tego samego powodu wszelkie prace nie powinny ingerować głęboko w glebę. Odchwaszczania wymagają zwłaszcza uprawy w ciągu pierwszych 3–4 lat. Spulchnianie jest wskazane, ale nie głębiej niż 5–15 cm (chyba że inicjowanie licznych odrostów nie stanowi problemu). W intensywnych uprawach wykonywane są także cięcia sanitarne i opryski przeciw szkodnikom i chorobom. Nie wykonuje się silnego przycinania rokitnika, bowiem może ono nawet spowodować zamarcie krzewu. Z drugiej strony na plantacjach owocowych zalecane jest jednak umiarkowane cięcie usuwające krzyżujące się oraz długie i nierozgałęziające się pędy. Kłopotliwe bywają odrosty, czasem pojawiające się w znacznej odległości od rośliny macierzystej, które w razie potrzeby można lub należy wycinać.
Szkodniki i chorobySpośród gatunków żerujących i żyjących na rokitniku największe szkody (w plonowaniu sięgające nawet 90%) powodują nasionnica rokitnikowa Rhagoletis batava i skośnik rokitnikowy Gelechia hippophaella, czasem mszyca rokitnikowa Capitophorus hippophaes. W Chinach i Mongolii duże straty powoduje Holcocerus hippophaecolus. Liście mocno może uszkadzać szpeciel Eriophyes hippophaenus oraz pordzewiacze i przebarwiacze z rodzaju Vasates. Czasem nawet wszystkie rośliny w uprawach zamierają w wyniku porażenia fuzariozą i werticilozą. W literaturze anglojęzycznej zespół chorób grzybowych rokitnika wywoływany przez rozmaite grzyby (z co najmniej 6 różnych rodzin) określany jest zbiorczo chorobą DSD (ang. detrimental driedshrink disease).
Zbiór owocówRęcznie lub maszynowo, w tym drugim przypadku głównie za pomocą otrząsarek lub maszyn ścinających pędy owocujące. Ze względu na zanieczyszczenia nie należy zbierać owoców z terenów zurbanizowanych i komunikacyjnych. Zaleca się wykonywanie zbioru w rękawicach, a przy przetwarzaniu świeżych nasion – unikanie ich kontaktu z metalami. Termin zbioru zależy od odmiany i warunków klimatycznych, nie może być zbyt późny, bo przejrzałe owoce mają zjełczały posmak. Pomimo że owoce przemrożone są słodsze, to jednak równocześnie są mniej wartościowe – spada w nich m.in. zawartość witamin. Soczyste owoce w czasie zbioru łatwo są uszkadzane, dlatego dla uniknięcia strat czasem ścina się obficie owocujące gałązki, zamraża się i zrywa owoce zamrożone. Czasochłonność zbioru ręcznego na plantacjach wynosi 1500 osobogodzin na hektar. Niezależnie od metody bezpośrednio po zbiorze owoce powinny być schładzane do temperatury 4–6 °C dla ograniczenia rozwoju mikroorganizmów. W przypadku przetwarzania ich w dalszej perspektywie niż kilku dni – wymagane jest ich zamrożenie.